# 東急田園都市線
田園都市線（でんえんとしせん）は、東京都渋谷区の渋谷駅から神奈川県大和市の中央林間駅までを結ぶ東急電鉄が運営する鉄道路線である。
路線図や駅ナンバリングで使用される路線カラーは緑色、路線記号はDT。
なお、渋谷駅から二子玉川駅まではかつて新玉川線（しんたまがわせん）という名称の別路線であったが、2000年に田園都市線に編入されたためこの項目で記述する。

## 概要
東京副都心のターミナル駅である渋谷駅から郊外の住宅地域を経て中央林間駅まで至る通勤・通学路線であり、東横線と並ぶ東急電鉄の基幹路線である。起点の渋谷駅から東京メトロ半蔵門線を介して東武伊勢崎線（東武スカイツリーライン）・日光線と相互直通運転を行っており、特に東京メトロ半蔵門線とは、ほとんど一体的に運行されている。また、二子玉川駅・溝の口駅から大井町線への直通列車も運行されている。
路線の名称は、東急が田園都市線とともにエベネザー・ハワードの提唱した田園都市構想を用いて建設を行った「多摩田園都市」に由来する。溝の口駅以西はこの「多摩田園都市」の中核をなす交通機関として建設された。多摩田園都市地域の郊外のニュータウンとしての発展とともに、同地域の最も主要な交通機関として機能している。東海道新幹線以外の横浜市内を走る主要な鉄道路線の中では、ターミナル駅である横浜駅を経由しないことが特徴であり、沿線の横浜市青葉区などでは東京への通勤通学者の割合が横浜市内の他の区と比較して高い。
また、渋谷駅から二子玉川駅までの地下区間は路面電車の玉川線（玉電）を継承する代替路線として建設された東急で初めての地下路線で、1977年4月7日の開業時から2000年8月5日までは「新玉川線」と呼ばれていた。山手線の駅に乗り入れる大手私鉄（東京メトロを除く）の主要路線の中では最も開業が遅いが、前身の玉川線は玉川電気鉄道によって明治時代の1907年（明治40年）に開業しており、現在の東急の路線の中で最も早く山手線の駅に乗り入れていた。線路の直上にある国道246号および首都高速3号渋谷線の周囲はビル街となっているが、さらにその周囲は世田谷の閑静な住宅街となっており、この区間はこれらの地域の住民の足でもあるため、利用者が終日にわたり比較的多い。
現在の田園都市線は、純粋な通勤・通学路線としての性格が強い多摩田園都市地域を走行する溝の口駅以西の区間と、かつて新玉川線と呼ばれていた渋谷駅から二子玉川駅までの地下区間、そして両区間より以前からあった二子玉川駅から溝の口駅までの区間が一体となって形成されている。渋谷駅 - すずかけ台駅間はおおむね国道246号（玉川通り・厚木街道）に沿って建設されている。
多摩田園都市地域やあざみ野駅で接続する横浜市営地下鉄沿線である港北ニュータウンの人口が増加するにつれて混雑が激しくなったため、朝ラッシュ時の混雑は東京圏の大手私鉄のなかでも高くなっている。大井町線直通列車を除き、全列車が10両編成で運行される。
また、朝ラッシュ時間帯に痴漢防止対策として女性専用車両を設定しているほか、混雑緩和対策の一環として一部の列車に6ドア・座席格納車両を連結していたが、後者については2017年4月をもって廃止された（詳しくは「6ドア・座席格納車両」の節を参照）。

### 路線データ
- 路線距離（営業キロ）：31.5km

停車駅

- 建設主体：日本鉄道建設公団（現 独立行政法人 鉄道建設・運輸施設整備支援機構、渋谷 - 二子玉川間）
- 軌間：1067mm
- 駅数：27駅（起終点駅含む）
- 複線区間：
  - 複々線：
    - 二子玉川駅 - 溝の口駅間（内側を大井町線の車両、外側を田園都市線の車両が走行する方向別複々線）

  - 複線：
    - 渋谷駅  - 二子玉川駅間、溝の口駅 - 中央林間駅間
- 電化区間：全線（直流1500V）
- 閉塞方式：車内信号閉塞式 (ATC-P)
- 最高速度：110km/h

## 沿線風景
田園都市線は全体として勾配の多い路線であるが、掘割、隧道を多用しているため曲線は緩く、線形は比較的よい。また、1989年に田奈駅 - 長津田駅間の田奈1号踏切が廃止されたことで、2023年3月までは東急で唯一営業区間には踏切が一つも存在しない路線となっていた。地上区間は急なカーブのある二子玉川駅東側 - 高津駅間、梶が谷駅と江田駅、鷺沼駅の西側および長津田駅の前後は徐行するものの、それ以外はほとんどの区間を100km/hで走行し、さらに藤が丘駅前後とつくし野駅以西は最高速度の110km/hで走行する。また、地下区間は最高90km/hで、急なカーブのある桜新町駅東側と渋谷駅西側はおおむね65km/h、および通過線の設けられていない池尻大橋駅、三軒茶屋駅、駒沢大学駅、用賀駅の各駅は75km/hで走行する。
なお、田園都市線は東京都区部（東京23区）外の多摩地域にあたる東京都町田市と、旧武蔵国に加え旧相模国にあたる神奈川県大和市を通る、東急で唯一の特別区でも政令指定都市でもない地域も含めて通る路線となっている。

### 渋谷 - 二子玉川間
渋谷駅から二子玉川駅の手前までは武蔵野台地の地下を走る。この区間はかつて新玉川線という名称であった。また、同線の開業前は路面電車である玉川線が1969年まで運行されていたが、その敷地は田園都市線と首都高速3号渋谷線の建設用地に利用されている。
渋谷駅（東京都渋谷区）はJR線の駅の北側に建設され、道玄坂の下からは国道246号（玉川通り）と首都高速3号線の直下を進む。神泉町交差点の下で目黒区に入った後、大橋ジャンクションのそばを通り池尻大橋駅で世田谷区に入る。なお、目黒区内には駅は無い。三軒茶屋駅ではかつての玉川線の支線だった世田谷線が接続するが、田園都市線は地下を走っているためにその姿は確認できない。 駒沢大学駅の先（西側）からは玉川通り旧道に沿って、玉川通りや首都高速の北側に迂回する。新玉川線内において急行列車は地下駅のプラットホームを通過するが、桜新町駅付近は上下2段構造であり、桜新町駅ではプラットホームと壁で仕切られた通過線を走行するため、急行列車の乗客は桜新町駅の姿をほぼ見ることなく同駅を通過する。用賀駅を過ぎ、環八通り・玉川通りが交差する瀬田交差点の直下で玉川通りのアンダーパス下を横切って南側（東側）に抜け、間もなく国分寺崖線を出口として行善寺坂付近で地上に出る。その後大井町線をくぐり、二子玉川駅に進入する。駅周辺は映画館を兼ね備えた大型商業施設（二子玉川ライズ）や二子玉川公園があり、多くの人で賑わう。

### 二子玉川 - 溝の口間

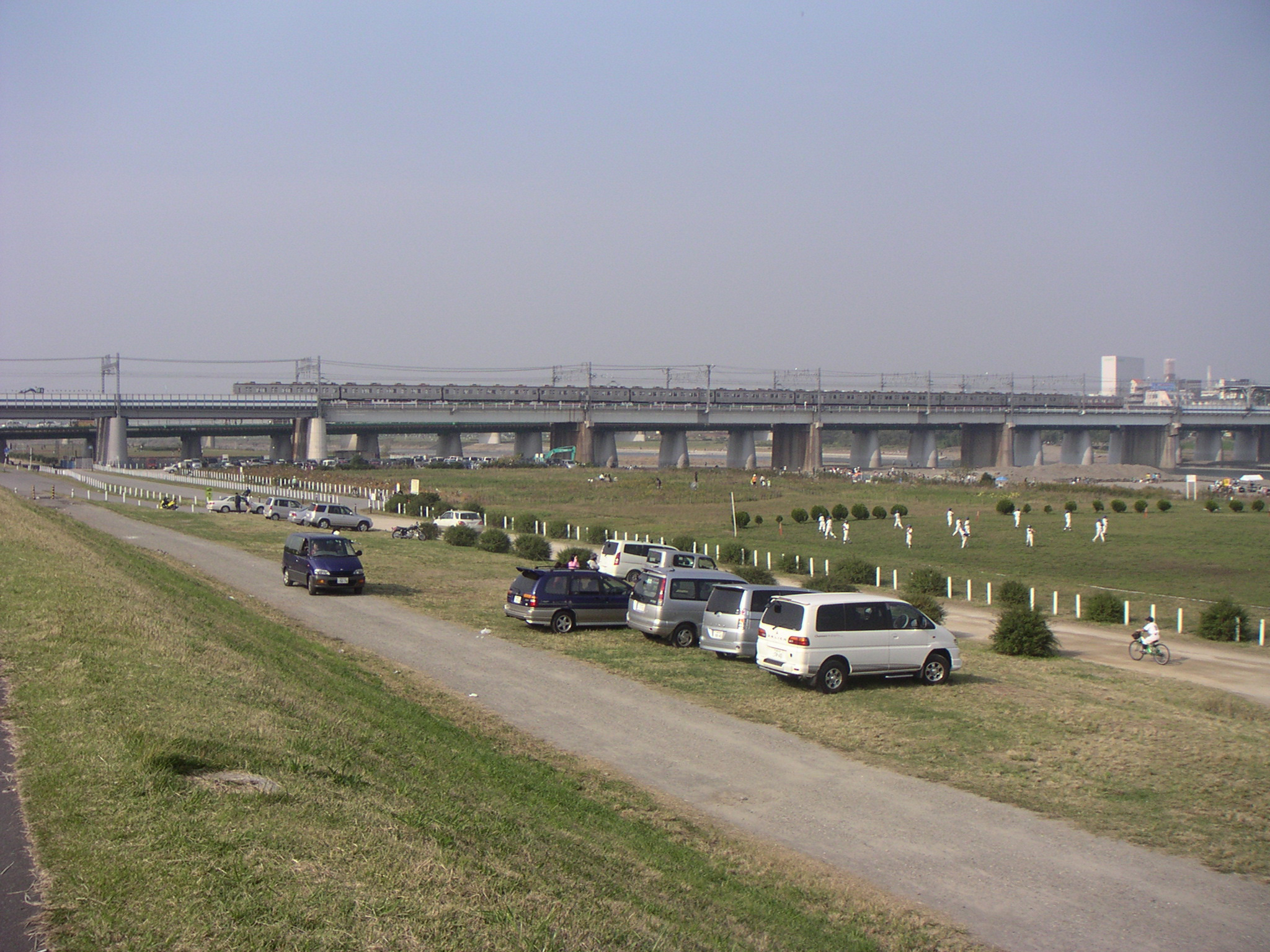
多摩川の橋梁（二子玉川 - 二子新地間）

二子玉川駅のプラットホームは南側（先頭車両寄り）で多摩川の橋梁上にかかり、かつては併用軌道橋だった二子橋を右側（西側）に見ながら同川を渡る。大井町線からの渡り線が合流した辺りで神奈川県川崎市高津区へ、渡ったすぐ先に二子新地駅があり、ここから高津駅、そしてJR南武線との乗り換え駅である溝の口駅（JR側は武蔵溝ノ口駅である）までは多摩川の氾濫原を大井町線と並行しながら高架で進む。この区間の両側は二子から溝口にかけて比較的古くからの住宅地を貫いている。
この区間は1927年（昭和2年）に玉川電気鉄道溝ノ口線（軌道線）として開業し、後に東急玉川線、大井町線、田園都市線と改称・再編、東急大井町線の延伸などを経た（#歴史を参照）。この間、高架化（1966年）・複々線化（2009年完成）などが実施されたものの、軌道敷（溝の口駅付近を除く）と中間駅は開業時より現在まで引き継がれている。

### 溝の口 - 長津田間

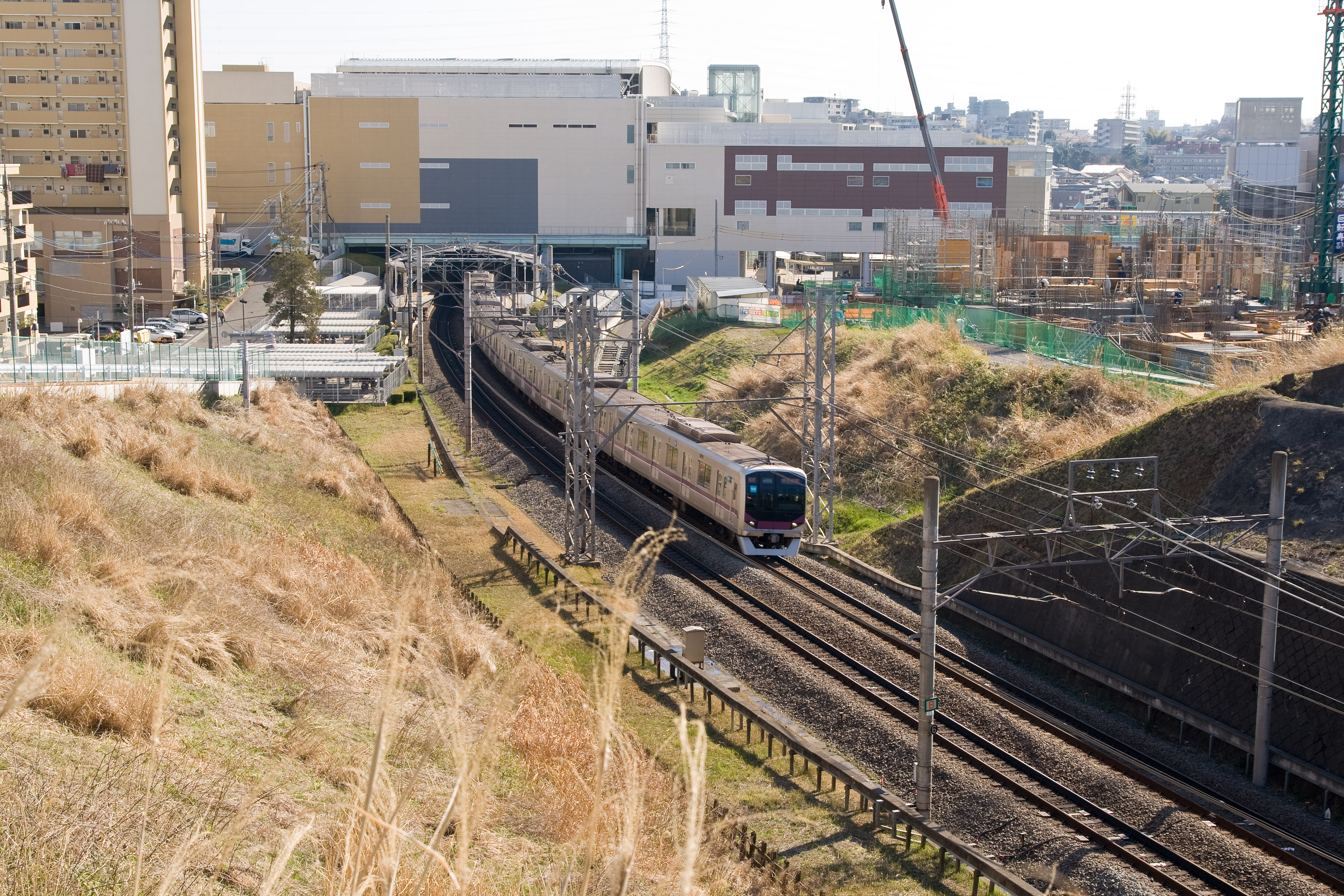
たまプラーザ駅を発車する電車
（2012年4月・手前が中央林間方面）

溝の口駅の南側にあるトンネルを皮切りに、起伏の多い多摩丘陵を貫通する。カーブ、トンネル、切り通しあるいは高架が連続し、地表を直線的に進む区間は少ない。列車から見ると、列車と地表の位置関係は目まぐるしく上下に変化しているように見える。この区間の沿線は田園都市線とともに建設された多摩田園都市地域にあたり、沿線は比較的新しいニュータウンの住宅地が広がっている。車窓の両側には丘という丘に住宅が建設されているのが見えるが、公園や街路樹が多いため、建てられている住宅の数の割に緑を比較的多く感じることができる。
先述の短いトンネルを越えるとすぐ2面4線の梶が谷駅へ。周囲は開けていて、駅のそばに梶が谷車庫がある。短いトンネルの先で国道246号をくぐり、その先のカーブしたトンネルで川崎市宮前区に入る。高架線に上り電車とバスの博物館の最寄り駅である宮崎台駅、堀割区間に入って右にカーブして下った先の宮前平駅へと続く。駅を出てすぐ尻手黒川道路を跨いで上り勾配に変わり、上り切ったところで2面4線の鷺沼駅へ到着する。上下線とも緩急接続が行われる。
鷺沼駅の手前（北東側）には東京地下鉄（東京メトロ）の鷺沼車両基地が設けられている。同駅からたまプラーザ駅の間でくぐる小さなトンネルで川崎市宮前区から横浜市青葉区へと移り、そのすぐ先で東名高速道路が田園都市線の上を通る。首都高速3号渋谷線に接続する東名高速道路は田園都市線の沿線に沿って建設された。横浜市屈指の高級住宅街美しが丘に近く、大型商業施設（たまプラーザテラス）と東急百貨店を有するたまプラーザ駅、早渕川の谷状の地形に沿って下り、神奈川県道13号、同川を渡り横浜市営地下鉄ブルーラインとの乗り換え駅であるあざみ野駅へと続く。切り通し区間になって上り勾配に変わり、しばらく進むと上下線とも通過専用線を有する2面4線の江田駅へ。駅の出入口のすぐ前を国道246号を横切るように東名高速道路が通る。市が尾駅の手前のトンネルまでは左に国道246号が並行する。市が尾駅と藤が丘駅の間では、東名高速道路および首都高速神奈川7号横浜北西線と国道246号を結ぶ横浜青葉IC/出入口のランプウェイが田園都市線をまたいで建設されている。また、この辺りは田園地帯であり、長閑な風景が広がる。カーブの途中で盛土から高架、その先の上り坂で切り通し構造になる。上り線のみ通過線を有する藤が丘駅を過ぎ、再び切り通し区間に入って国道246号とトンネルで交差すると急行停車駅の青葉台駅へ到着する。
青葉台駅を発車すると緩やかな左カーブが始まる。この辺りは区内でも特に起伏が激しいが、線路の勾配は緩やかである。カーブが終わった辺りでトンネルを抜け、田奈駅へ。小ぢんまりとした駅舎で、駅周辺は東急ストアがあるほどで、周囲は長閑な田園地帯である。田奈駅のすぐ先で鶴見川水系の恩田川を越えると横浜市緑区へ。周囲は平坦になり、宿場町として古くからの街並みも残る長津田地区に入る。左側にJR横浜線が近づくと長津田駅に到着する。同駅では右側へ東急こどもの国線（東急が横浜高速鉄道から運営を受託、同線内には東急および横浜高速鉄道の車両整備等を行う長津田車両工場がある）が分離する。田奈駅・長津田駅の駅勢圏は東急の「多摩田園都市」エリアではないため東急による開発は行われていない。このためこの2駅間の沿線風景は、当線の沿線風景としては異質となっている。
この溝の口駅から長津田駅までの区間が、1966年に「田園都市線」として新規開業した、いわば1期区間である。

### 長津田 - 中央林間間
長津田駅の先（西側）で長津田検車区（車両基地）に続く線路と分岐して高架線を上り、左にカーブしながら横浜線をオーバークロスし、この先は相模原台地を高架やトンネルで抜ける区間になる。横浜線のオーバークロス地点の少し先で横浜市から東京都町田市となり、つくし野駅へ。ここから南町田グランベリーパーク駅の手前まで国道246号（大山街道）とほぼ並行に走る。また、比較的標高の高く静かな住宅地域を通る。やなぎ通りをくぐって短いトンネルを抜けると緩やかな右カーブをとりながらすずかけ台駅へ。急行列車はほぼ最高速度で通過する。駅のすぐそばを都県境が通り、国道246号はすぐ近傍を通る。町田市側は住宅やマンションが建ち並ぶが、国道246号を挟んだ横浜市側は東京科学大学すずかけ台キャンパスやアドベンチャー施設がある程度で、緑地となっている。都道141号（町田街道）、国道16号（大和バイパス）の下を相次いでくぐると南町田グランベリーパーク駅に到着する。駅前の映画館を兼ね備えた南町田グランベリーパークはアウトドア用品店が多い。また、スヌーピーミュージアムも最寄りである。同駅とつきみ野駅の間にある境川で神奈川県大和市に入る。つきみ野駅を出て住宅地の中を進むとやがて地下線に入り、終点の中央林間駅へ到着する。中央林間駅は小田急江ノ島線の南東側に設置されている。
長津田までは上記の通りに1966年に開通したが、その先はつくし野駅（1968年）、すずかけ台駅（1972年）、つきみ野駅（1976年）と徐々に西方へ路線が延伸され、1984年4月9日に中央林間駅までの全線が開業した。

## 歴史

### 玉電時代・溝ノ口線の開業
現在の田園都市線で最も早く開業した区間は二子玉川 - 溝の口間であり、1927年（昭和2年）7月15日に玉川電気鉄道の溝ノ口線（軌道法に基づく軌道）として開業した。この玉川電気鉄道は1938年（昭和13年）に（旧）東京横浜電鉄に買収・合併され、翌1939年（昭和14年）には（旧）東京横浜電鉄が目黒蒲田電鉄に吸収合併、そして目黒蒲田電鉄が逆に（新）東京横浜電鉄と改称された。その後1942年（昭和17年）に、小田急電鉄と京浜電気鉄道を合併して東京急行電鉄（大東急）となった。

### 大井町線への編入および田園都市線への名称変更
溝ノ口線は玉川線との直通運転を基本としていたが、戦争に伴う輸送力増強のため一般鉄道用車両を通すことになり、1943年（昭和18年）7月1日に軌間が1372mmから1067mmに改軌されるとともに大井町線に編入され、1945年（昭和20年）に地方鉄道法に基づく鉄道に転換された。この結果、大井町線は大井町 - 二子玉川 - 溝の口間という運転系統となる。その大井町線も1963年（昭和38年）10月11日に田園都市線に名称変更された。したがって、新たに「田園都市線」となった当時は大井町 - 二子玉川 - 溝の口間であった。
鉄道転換後も、東京府（現・東京都）・神奈川県と共に共同出資して建設された道路橋である二子橋上の併用軌道で多摩川を渡っていたが、単線で輸送上のネックとなっていたこと、併用軌道を車体の大きい一般鉄道車両が渡ることによる接触事故の多発、重量の大きい車両が渡ることを想定していなかった二子橋の強度上の問題など、種々の問題を解消するため、複線の専用橋に移設されることになり、1966年（昭和41年）4月1日の溝の口 - 長津田間の開業に先んじて、3月19日に多摩川を挟む二子玉川園（現・二子玉川） - 二子新地前（現・二子新地）間が高架化。複々線化工事が始まるまでの二子玉川 - 溝の口間の形となった。

### 田園都市線の路線延伸
1966年4月1日に田園都市線溝の口 - 長津田間が延伸開業された。これ以後の延伸部分は多摩田園都市へのアクセス路線として建設された路線である。これは東急が中心になって開発しているもので、当時の日本道路公団や住宅・都市整備公団など間接的に公的資金は投入されたものの、民間企業主体で行われた住宅開発事業の一つである。
開業当初の車両は4両編成であったが、日中は鷺沼駅で分割・併結作業が行われ、鷺沼 - 長津田間は2両編成で運転された。しかし、沿線開発の進展に伴い短期間でこの措置は中止されている。その後、乗客の増大と都心へのアクセスの悪さから、新玉川線の建設へと動き出した。
長津田以西の区間については、東急が編纂した資料では、当初から終点を中央林間としていたが、これに小田急が異議を唱え、終点を鶴間以南にするよう東急に申し入れた、としている。しかし、当時存在した上瀬谷通信施設の電波障害防止地域があることから呑める要求ではなかった。こうしたことに加え、土地買収の進行が遅れたことから、部分延伸を繰り返したのち、新玉川線開業後の1984年（昭和59年）に中央林間まで全線開業した。代償として長津田以西では東急バスは営業をせず、小田急系の神奈川中央交通がバス営業を担うことになった。
なお、構想段階では中央林間から小田急江ノ島線への直通運転も検討された。

### 新玉川線の建設

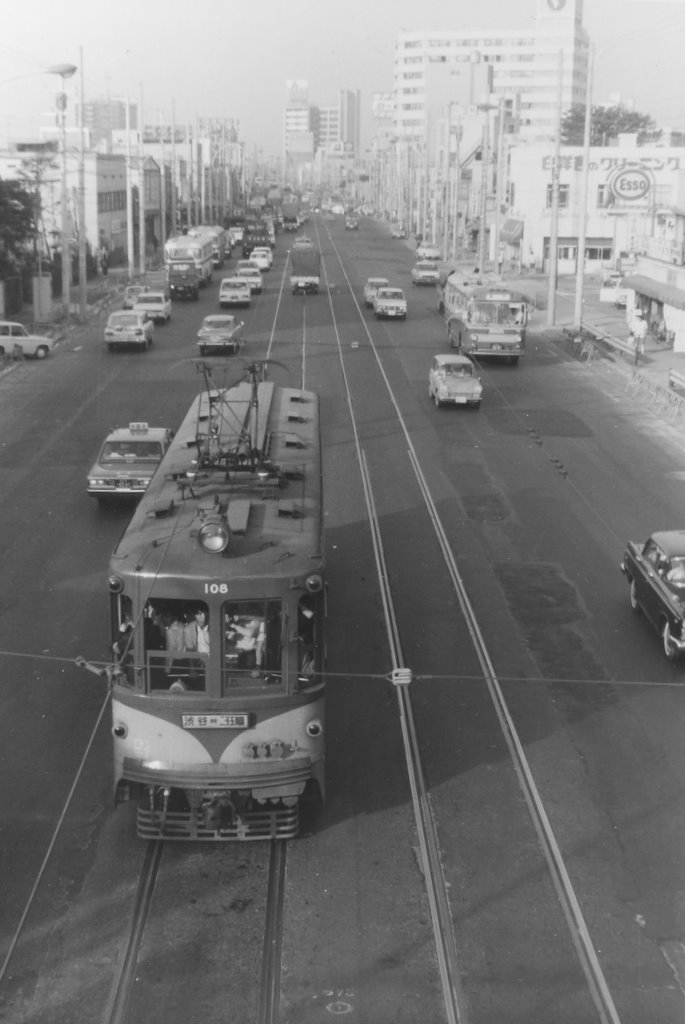
かつての玉川線。この地下に現在、田園都市線が通っている。

渋谷 - 二子玉川（当時は二子玉川園）間は1977年（昭和52年）4月7日に開通した。これは路面電車で1969年（昭和44年）5月11日に廃止された玉川線を継承する新玉川線として開通した路線である。渋谷 - 駒沢大学間は玉川通り（国道246号）に首都高速3号渋谷線と一体的に建設された。
この路線は当初、帝都高速度交通営団（営団地下鉄、現・東京地下鉄、以下本項において同じ）銀座線を渋谷から二子玉川園に延長する形で計画されたが、後に東京11号線（渋谷駅以東は営団半蔵門線）の一部に変更して建設された。この計画変更の理由には、第一に軌間や集電方式の違いから二子玉川園以西に乗り入れることができず大井町線のバイパス効果が薄まってしまうこと、第二に銀座線の混雑が相当激しく、これに直通させるとなると銀座線側にもトンネルの拡幅および新設（付け替え）をした上で編成増強などによる輸送力増強が必要であり、新線建設と同等程度の費用がかかることが判明したことが挙げられる。莫大な資金を要する工事であり、当時の東急社長の五島昇の政界への働きかけもあって、鉄道公団（現・鉄道・運輸機構）の「P線方式」を初めて活用した。
前述の計画では、田園都市線（現在の大井町線）は旗の台から池上線に入り、戸越銀座 - 大崎広小路間の桐ケ谷から分岐させ、東京6号線（都営地下鉄三田線）に乗り入れる計画であった（後に目蒲線〔現在の目黒線〕に乗り入れる計画に変更）。詳細は「都営地下鉄三田線#建設経緯」を参照。
新玉川線の建設が計画された際に、当初は現在の国道246号より南側のルートが構想されたものの、すでに用地買収が困難であったため、三軒茶屋 - 用賀間で蛇崩川の上を高架で走り、弦巻を経由するルートが計画された。ただ、沿線住民からは全線地下化の要望が強く、またルートの違う旧玉川線が残り、首都高速3号渋谷線建設の支障となるため、そして国道246号の駒沢 - 瀬田間は1964年東京オリンピックのために先行整備されており、もはや地下線工事を行うことが不可能であったことから旧線直下へ迂回することとなり、結果的に全線が旧玉川線の地下を走ることとなった。そのため、新玉川線区間は玉川通りとルートが一致せず、玉川通り旧道に沿っている。このことで騒音や日照公害は問題にならなかったが、後の沿線人口増加による混雑激化への対応は、両数増強や新ATC導入による閉塞区間短縮（前の列車に接近できる距離を短縮して増発を可能にする）などに限られた。

### 大井町線の分離
新玉川線開通当初は新玉川線と田園都市線の直通運転を行っておらず、二子玉川園を境に運転系統は分断されていたが、開通7か月後の1977年11月からの日中限定の直通快速の運転を経て、1979年（昭和54年）8月12日に二子玉川園駅以西の田園都市線から新玉川線への全面直通運転を開始した。これにより田園都市線のうち、大井町 - 二子玉川園間は同日から大井町線に改称した上で、朝と深夜の一部に鷺沼直通を残して運転系統を分離した（同路線は溝ノ口線を編入する以前に戻ったことになる）。この結果、田園都市線は二子玉川園 - つきみ野間の路線となる。同時に田園都市線から新玉川線を経由し、渋谷駅からさらに半蔵門線へ直通運転を行う現在の運転系統が確立する。この一体で運転される両線を総称して田玉線（でんたません）とも呼んだ。半蔵門線側は直通運転開始当初青山一丁目駅止まりであったが、1979年9月21日に永田町駅、1982年12月9日に半蔵門駅、1989年1月26日に三越前駅、1990年11月28日に水天宮前駅と、順次延長されていった。
1995年（平成7年）9月1日から2005年（平成17年）3月20日までは、二子玉川 - 溝の口間の複々線化工事のために特定都市鉄道整備促進特別措置法が適用され、渋谷 - 溝の口間を経路に含むと普通運賃で10円の特別加算運賃が適用されていた。

### 新玉川線の編入から現在
2000年（平成12年）8月6日には新玉川線が田園都市線に編入され、渋谷駅から中央林間駅までが「田園都市線」となり、同時に二子玉川園駅を二子玉川駅に改称した。前者は、1979年8月からの全面直通運転開始以降、田園都市線と新玉川線が事実上ひとつの路線であるにもかかわらず、二子玉川駅を境に異なる二つの名称の路線が存在し、利用者から「わかりにくい」という意見があったこと、また目蒲線の路線再編により同日から運行を開始する「東急多摩川線」との混同を防ぐこと、などから行った措置である。後者は、駅名の由来となった遊園地である二子玉川園が1985年（昭和60年）に既に閉園しており、地元住民から駅名変更の要望があったためである。
2003年（平成15年）3月19日からは、半蔵門線の押上駅への延伸に伴い同線を介して東武伊勢崎線・日光線との相互直通運転を開始し、現在の運行体系が確立された。利用者数の増加に伴い通勤時間帯では混雑が顕著となってきていたことから、混雑感の軽減等を目的として2005年（平成17年）2月14日より5000系の一部に6ドア車を導入したほか、同年5月9日には東急電鉄の路線として初めて、平日の一部時間帯で女性専用車両の設定が開始された。加えて、都心方面へのルートを増やすことでの混雑緩和策として二子玉川 - 溝の口間の複々線化（大井町線の延伸）も進められ、2002年（平成14年）からの6年間に渡る工事の末、2009年（平成21年）7月11日に供用を開始した。

### 将来
事業化されていないが、2000年（平成12年）の運輸政策審議会答申第18号、2016年（平成28年）の交通政策審議会答申第198号では、溝の口 - 鷺沼間の複々線区間延伸が答申されている。

### 年表
- 1927年（昭和2年）7月15日 玉川電気鉄道（玉電）溝ノ口線として二子玉川 - 溝ノ口間開業[4]。
- 1943年（昭和18年）7月1日 陸軍の要請により同区間を大井町線に編入させ、軌間を1372mmから1067mmに改軌する。
- 1945年（昭和20年）10月1日 二子玉川 - 溝ノ口間を軌道法に基づく軌道から地方鉄道法に基づく鉄道に転換。
- 1954年（昭和29年）8月1日 二子玉川駅を二子玉川園駅に改称。
- 1956年（昭和31年）
  - 2月9日 渋谷 - 二子玉川園間地方鉄道敷設免許。
  - 7月23日 渋谷 - 二子玉川園間地方鉄道敷設免許交付。
  - 9月29日 溝ノ口 - 長津田間地方鉄道敷設免許申請（銀座線規格）。
- 1957年（昭和32年）1月14日 地方鉄道敷設免許申請を溝ノ口 - 中央林間間に変更（大井町線規格）。
- 1960年（昭和35年）
  - 2月6日 新玉川線渋谷 - 二子玉川園間地方鉄道敷設工事施行認可申請。
  - 9月20日 溝ノ口 - 中央林間間地方鉄道敷設免許交付。
- 1962年（昭和37年）9月18日 溝ノ口 - 長津田間分割工事施行認可申請。
- 1963年（昭和38年）
  - 5月15日 溝ノ口 - 長津田間分割工事施行認可。
  - 10月11日 溝ノ口 - 長津田間着工、大井町線を田園都市線に改称。
  - 12月1日 保安度向上のため、ATSの前身となる車内警報装置を導入[26]。
- 1964年（昭和39年）2月26日 新玉川線起工式挙行。
- 1966年（昭和41年）
  - 1月20日 溝ノ口駅を溝の口駅に改称。
  - 3月19日 二子玉川園 - 二子新地前間専用橋が開通（それまでは二子橋上の単線併用軌道だった）[7]。
  - 4月1日 溝の口 - 長津田間開業[8]。
- 1968年（昭和43年）4月1日 長津田 - つくし野間開業[5]。
- 1969年（昭和44年）10月1日 さらなる保安度向上のため、ATS（東急ATS）を導入[26]。
- 1972年（昭和47年）4月1日 つくし野 - すずかけ台間開業。
- 1976年（昭和51年）10月15日 すずかけ台 - つきみ野間開業、つきみ野駅構内を除き全線複線化（つきみ野駅構内は単線）
- 1977年（昭和52年）
  - 4月7日 渋谷 - 二子玉川園間が新玉川線として開業（渋谷駅は営団地下鉄が建設）。加算運賃区間となる。
  - 5月25日 あざみ野駅開業。
  - 11月16日 田園都市線と新玉川線を直通する快速列車を運転開始。
  - 12月16日 二子新地前駅を二子新地駅に改称。
- 1978年（昭和53年）8月1日 新玉川線が営団地下鉄（現・東京地下鉄）半蔵門線と直通運転開始。渋谷駅の業務を東急電鉄から営団地下鉄に移管。
- 1979年（昭和54年）8月12日 ダイヤ改正を実施。田園都市線から新玉川線を経由して半蔵門線方面へ全列車が直通運転を開始。同時に大井町 - 二子玉川園間を大井町線として分離[18]。朝ラッシュ時上りつきみ野→大井町間の快速を廃止。当時の最高速度は100km/h。
- 1982年（昭和57年）11月30日 二子玉川園駅 - つきみ野駅間の荷物輸送を廃止[27][28]。
- 1983年（昭和58年）1月22日 ダイヤ改正を実施。渋谷 - 長津田間で急行運転開始[29]。同時に10両編成運転も開始した[29]。
- 1984年（昭和59年）4月9日 ダイヤ改正を実施。つきみ野 - 中央林間間開業[6]。つきみ野駅構内複線化。
- 1989年（平成元年）
  - 1月26日 営団半蔵門線の半蔵門 - 三越前間延伸に伴うダイヤ改正を実施。土曜日ダイヤを新設。平日・土曜日・休日の3本態勢となるとともに平日朝夕ラッシュ時と土曜日朝間の優等列車を急行に統合。日中の運転本数を増発（渋谷 - 長津田間・毎時8本→10本/快速2本、各停6本→8本、長津田 - 中央林間間・各停4本→6本）
  - 12月4日 田奈1号踏切道の廃止・立体交差化により踏切ゼロ路線となる。
- 1991年（平成3年）3月16日 新玉川線区間の7段階CS-ATC・田園都市線区間の東急ATSから、それぞれ22段階方式の新CS-ATC化。地上区間の信号現示が消滅
- 1996年（平成8年）4月26日 ダイヤ改正を実施。快速をすべて急行に移行。同時に急行運転区間を全線に拡大。長津田 - 中央林間間で最高速度を110km/hに向上。
- 1997年（平成9年）12月 建設費用償還につき新玉川線区間の加算運賃を廃止する。一方で、新たに建設する大井町線の溝の口延伸に伴い、大井町 - 溝の口間で特定都市鉄道整備積立金制度に基づく加算運賃を設定（普通運賃10円）。
- 1999年（平成11年）12月4日 ダイヤ改正を実施。新玉川線（地下区間）での最高速度を75km/hから90km/hに向上、田園都市線（地上区間）でも最高速度110km/hの区間を拡大、梶が谷・江田両駅構内の線形改良に伴い渋谷 - 中央林間間の急行を日中35分から33分にスピードアップ[30][31]。
- 2000年（平成12年）8月6日 新玉川線と田園都市線が統合され、渋谷 - 中央林間間が田園都市線となる。二子玉川園駅を二子玉川駅に改称[20]。
- 2001年（平成13年）
  - 4月28日 三軒茶屋駅停車中に、乗客同士の暴行事件が発生。暴行を受けた銀行員は後日死亡した。
  - 7月25日 田奈変電所が落雷で損傷し送電再開時に火災が発生[32]。その影響で長津田 - 鷺沼間で翌26日から8月6日まで朝ラッシュ時の運転本数を間引き、全列車各駅停車で運行した[32][33]。
- 2002年（平成14年）3月28日 ダイヤ改正を実施。あざみ野駅が急行停車駅に追加[34]。土曜日ダイヤを休日ダイヤに統合[35]。
- 2003年（平成15年）3月19日 ダイヤ改正を実施。営団地下鉄半蔵門線が押上駅まで延伸開業し、これに伴い同線を経て押上駅から東武伊勢崎線・日光線との相互直通運転を開始。また、日中の急行列車を毎時2本から4本に増発し、急行・各停合わせて毎時12本となる[36][21]。
- 2005年（平成17年）
  - 2月14日 5000系のうち5・8号車への6ドア車の組み込み開始。
  - 3月20日 特定都市鉄道整備積立金制度の積立期間終了に伴い、渋谷 - 溝の口間の加算運賃を廃止[19]。
  - 5月9日 平日の初電 - 9時30分の渋谷方面行の全列車の最後尾車両に女性専用車両を導入[37]。
- 2006年（平成18年）
  - 3月18日 ダイヤ改正を実施[38]。東武伊勢崎線の相互直通運転区間を久喜駅まで延長。また、土曜・休日に限り大井町線に直通運転する急行を設定するとともに、南町田駅に全急行列車が停車するようになる。
  - 6月22日 用賀駅を通過中の急行列車（東京メトロ所属車両）がホームとの接触を起こす[39]。
  - 6月28日 東急・東京メトロ所属の他の車両に接触痕があることが判明（6月22日の車両とは逆側）[40]。
  - 7月13日 梶が谷駅下りホームにカント不足があったことを東急が発表[41]。
- 2007年（平成19年）
  - 4月5日 ダイヤ改正を実施。長津田 - 渋谷間の急行の一部を準急に変更（「準急の運転開始」の節を参照）[42]。
  - 11月11日 高津駅新下りホーム完成に伴い二子新地 - 溝の口間の下り線を切り替え。
  - 12月2日 渋谷駅の業務を東京地下鉄から東急電鉄に再移管[43]（駅業務は東急レールウェイサービスが担当）。
- 2008年（平成20年）
  - 3月28日 ダイヤ改正を実施。準急運転時間帯を10分拡大、これにより中央林間駅始発の準急が運行開始[44]。
  - 9月16日 鷺沼駅での信号トラブルによる混雑により酸欠状態が発生。15人が病院に搬送、72人が体調不良を訴える。
- 2009年（平成21年）7月11日 ダイヤ改正を実施。二子玉川 - 溝の口間が複々線化。大井町線が溝の口駅まで乗り入れ[23]。
- 2010年（平成22年）3月25日 ダイヤ改正を実施。大井町線で夜間に運転区間が長津田まで延長される急行を1本から4本に増発[45]。
- 2011年（平成23年）
  - 3月14日 同月11日に発生した東北地方太平洋沖地震（東日本大震災）による発電所の停止に伴う電力供給逼迫のため、東京電力が輪番停電（計画停電）を実施。これに伴い、この日から東武伊勢崎線・東武日光線との相互直通運転が休止される。この日から大井町線の二子玉川 - 溝の口間への乗り入れが朝夕の数本を除き休止される。
  - 4月2日 東武伊勢崎線・東武日光線との相互直通運転が再開される。
  - 5月28日 日中の大井町線の急行が長津田 - 大井町間で直通運行を開始する。
  - 7月2日 土休日ダイヤが平常に戻り、土休日日中の大井町線直通急行が運行を終了する。
  - 9月10日 大井町線の二子玉川 - 溝の口間への乗り入れが全面的に再開される。日中の大井町線急行の長津田 - 大井町間直通運行を終了する。
- 2012年（平成24年）
  - 2月 田園都市線を含む東急線全線に駅ナンバリング制度を導入。田園都市線の路線記号は「DT」[46]。
  - 3月17日 ダイヤ改正を実施。土休日の日中の大井町線の急行の長津田 - 大井町間での直通運行が復活。同線の急行の半数の毎時2本が乗り入れる。
- 2014年（平成26年）6月21日 ダイヤ改正を実施。準急が南町田駅に停車、準急を平日・土休日昼間に1時間当たり2本増発（1時間当たり12本→14本）、朝の下り急行（渋谷発7時30分 - 9時）10本を準急に変更。準急が下りにも日中にも走るようになり、日中には36年ぶり、半蔵門線開業後では初めて渋谷行きの定期列車が設定された[47]。
- 2017年（平成29年）
  - 4月20日 5000系の6ドア車連結廃止[3]。
  - 7月11日 - 24日 平日のみの臨時列車「時差Bizライナー」を運行[48]。
- 2018年（平成30年）
  - 3月28日 2020系・6020系電車が営業運転開始[49][50]。
  - 7月9日 - 7月20日 平日のみ臨時列車「時差Bizライナー」を運行[51]。
- 2019年（令和元年）10月1日 ダイヤ改正を実施。南町田駅が南町田グランベリーパーク駅に改称され、急行が同駅に終日停車するようになる。同時に準急の長津田 - 中央林間が各停化され、大井町線直通急行が平日・土休日とも中央林間まで乗り入れる[52]。
- 2021年（令和3年）
  - 1月20日 新型コロナウイルス感染症緊急事態宣言に伴い、暫定的に終電繰上げ。
  - 3月13日 ダイヤ改正を実施。終電の繰上げや、日中時間帯の運行ダイヤの適正化が行われた[53]。
- 2023年（令和5年）8月30日 全駅においてクレジットカード対応のタッチ決済機能やQRコードに対応した自動改札機の実証実験を開始[54]。

## 利用状況
2022年度の朝ラッシュ時の最混雑区間は池尻大橋駅 → 渋谷駅間であり、ピーク時（7:50 - 8:50）の混雑率は125%である。
コロナ禍前のデータではあるが2019年度の同区間の混雑率は183%で、首都圏の大手私鉄路線では東京メトロ東西線に次いで2番目に高い数字である。2008年度まで混雑率は190%を上回っていたが、2008年3月30日に横浜市営地下鉄グリーンラインが開業し、2009年7月11日に大井町線が溝の口まで延伸開業したことで混雑が若干緩和し、2009年度以降は180%台で推移している。
2005年に、堅牢性の高さを売りにしているパナソニックのノートパソコン「Let's note」の耐圧性テストが首都圏の鉄道各線車内で行われた際、田園都市線で試験最大の100kgを記録したことから、この値が耐荷重性能として決定されたという。
近年の輸送実績を下表に記す。表中、最高値を赤色で、最高値を記録した年度以降の最低値を青色で、最高値を記録した年度以前の最低値を緑色で表記している。
| 年度               | 最混雑区間（池尻大橋 → 渋谷間）輸送実績 | 最混雑区間（池尻大橋 → 渋谷間）輸送実績 | 最混雑区間（池尻大橋 → 渋谷間）輸送実績 | 最混雑区間（池尻大橋 → 渋谷間）輸送実績 | 特記事項                                                         |
| 年度               | 運転本数：本                            | 輸送力：人                              | 輸送量：人                              | 混雑率：%                               | 特記事項                                                         |
| ------------------ | --------------------------------------- | --------------------------------------- | --------------------------------------- | --------------------------------------- | ---------------------------------------------------------------- |
| 1980年（昭和55年） | 15                                      | 17,040                                  | 39,414                                  | 231                                     |                                                                  |
| 1985年（昭和60年） | 18                                      | 25,632                                  | 57,544                                  | 225                                     |                                                                  |
| 1986年（昭和61年） | 19                                      | 27,056                                  | 61,273                                  | 226                                     |                                                                  |
| 1987年（昭和62年） | 20                                      | 28,480                                  | 64,141                                  | 225                                     |                                                                  |
| 1988年（昭和63年） | 20                                      | 28,480                                  | 65,988                                  | 232                                     |                                                                  |
| 1989年（平成元年） | 24                                      | 34,176                                  | 68,149                                  | 199                                     |                                                                  |
| 1990年（平成02年） | 25                                      | 35,600                                  | 70,274                                  | 197                                     |                                                                  |
| 1991年（平成03年） | 25                                      | 35,600                                  | 72,665                                  | 204                                     |                                                                  |
| 1992年（平成04年） | 27                                      | 38,448                                  | 74,274                                  | 193                                     |                                                                  |
| 1993年（平成05年） | 27                                      | 38,448                                  | 74,457                                  | 194                                     | 1993年3月18日、横浜市営地下鉄ブルーライン新横浜 - あざみ野間延伸 |
| 1994年（平成06年） | 27                                      | 38,448                                  | 75,524                                  | 196                                     |                                                                  |
| 1995年（平成07年） | 28                                      | 39,872                                  | 76,707                                  | 192                                     |                                                                  |
| 1996年（平成08年） | 28                                      | 39,872                                  | 76,592                                  | 192                                     |                                                                  |
| 1997年（平成09年） | 28                                      | 39,872                                  | 77,668                                  | 195                                     |                                                                  |
| 1998年（平成10年） | 28                                      | 39,872                                  | 77,751                                  | 195                                     |                                                                  |
| 1999年（平成11年） | 28                                      | 39,872                                  | 77,793                                  | 195                                     |                                                                  |
| 2000年（平成12年） | 28                                      | 39,872                                  | 78,348                                  | 196                                     |                                                                  |
| 2001年（平成13年） | 28                                      | 41,272                                  | 80,561                                  | 195                                     |                                                                  |
| 2002年（平成14年） | 28                                      | 41,272                                  | 81,730                                  | 198                                     | 2003年3月19日、半蔵門線押上延伸、東武伊勢崎線と相互直通運転開始  |
| 2003年（平成15年） | 28                                      | 41,272                                  | 80,561                                  | 195                                     |                                                                  |
| 2004年（平成16年） | 29                                      | 42,746                                  | 81,546                                  | 191                                     |                                                                  |
| 2005年（平成17年） | 29                                      | 42,746                                  | 82,874                                  | 194                                     | 6ドア車運行開始                                                  |
| 2006年（平成18年） | 29                                      | 42,746                                  | 83,939                                  | 196                                     |                                                                  |
| 2007年（平成19年） | 29                                      | 42,746                                  | 84,448                                  | 198                                     | 2008年3月30日、横浜市営地下鉄グリーンライン開業                  |
| 2008年（平成20年） | 29                                      | 42,746                                  | 82,438                                  | 193                                     |                                                                  |
| 2009年（平成21年） | 29                                      | 42,746                                  | 79,819                                  | 187                                     | 2009年7月11日、大井町線溝の口延伸                                |
| 2010年（平成22年） | 29                                      | 42,746                                  | 77,661                                  | 182                                     |                                                                  |
| 2011年（平成23年） | 29                                      | 42,746                                  | 77,212                                  | 181                                     |                                                                  |
| 2012年（平成24年） | 29                                      | 42,746                                  | 77,792                                  | 182                                     |                                                                  |
| 2013年（平成25年） | 29                                      | 42,746                                  | 78,358                                  | 183                                     |                                                                  |
| 2014年（平成26年） | 29                                      | 42,746                                  | 79,042                                  | 185                                     |                                                                  |
| 2015年（平成27年） | 29                                      | 42,746                                  | 78,687                                  | 184                                     |                                                                  |
| 2016年（平成28年） | 27                                      | 40,338                                  | 74,261                                  | 184                                     |                                                                  |
| 2017年（平成29年） | 27                                      | 40,338                                  | 74,806                                  | 185                                     | 6ドア車廃止                                                      |
| 2018年（平成30年） | 27                                      | 40,338                                  | 73,504                                  | 182                                     |                                                                  |
| 2019年（令和元年） | 27                                      | 40,338                                  | 73,712                                  | 183                                     |                                                                  |
| 2020年（令和02年） | 27                                      | 40,338                                  | 50,990                                  | 126                                     |                                                                  |
| 2021年（令和03年） | 27                                      | 40,338                                  | 45,358                                  | 112                                     |                                                                  |
| 2022年（令和04年） | 27                                      | 40,338                                  | 50,423                                  | 125                                     |                                                                  |

### 設備の問題点
田園都市線は、プラットホームの有効長など設備の都合上、10両編成を超えて車両を増結することができない。そのため、増結が限界に達して以降は信号システムを改良し、同程度の長さの列車を走らせる路線としてはほぼ最短の平均2分5秒間隔で運行している（最も乗降客数が多い渋谷駅を1面2線で捌いていることから、これ以上の増発はほぼ不可能である）が、それでもなお激しい混雑となっている。朝ラッシュ時間帯の溝の口 - 渋谷間は平行ダイヤで通常時よりも所要時間が大幅に増しており、最速となる準急でも長津田 - 渋谷間（25.6km）で40分以上を要し、表定速度は時速40km弱に留まる。

#### 渋谷駅に起因する問題

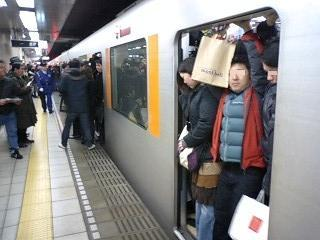
渋谷駅では夜間帯も激しく混雑する（20時過ぎの急行列車を撮影）

渋谷駅は一日60万人以上が利用する駅であるが、地下に位置しており、狭い階段に多くの旅客が集中することからホームが混雑し、乗降に時間がかかっている。さらに、ホームが島式ホーム1面2線であり交互発着ができないため、前列車が発車するまで後続列車がホームに進入できずに駅手前で待機を強いられる「ダンゴ運転」状態に陥りやすく、慢性的な列車遅延の原因になるなど、ダイヤ構成上のボトルネックとなっている。
ホームの拡張を求める声もあり、東急も新たに上り線用ホームの増設による2面3線化の改良工事を検討している。

### 混雑緩和への対策
前述した激しい混雑に加え、田園都市線沿線の人口は、全国的に減少傾向にある昨今においても2025年頃まで増加を続けると予測されている。そのため、一部区間の複々線化による輸送力増強やオフピーク通勤の推進など、ハード・ソフト両面からの混雑緩和対策を行っている。

#### バイパス路線の整備

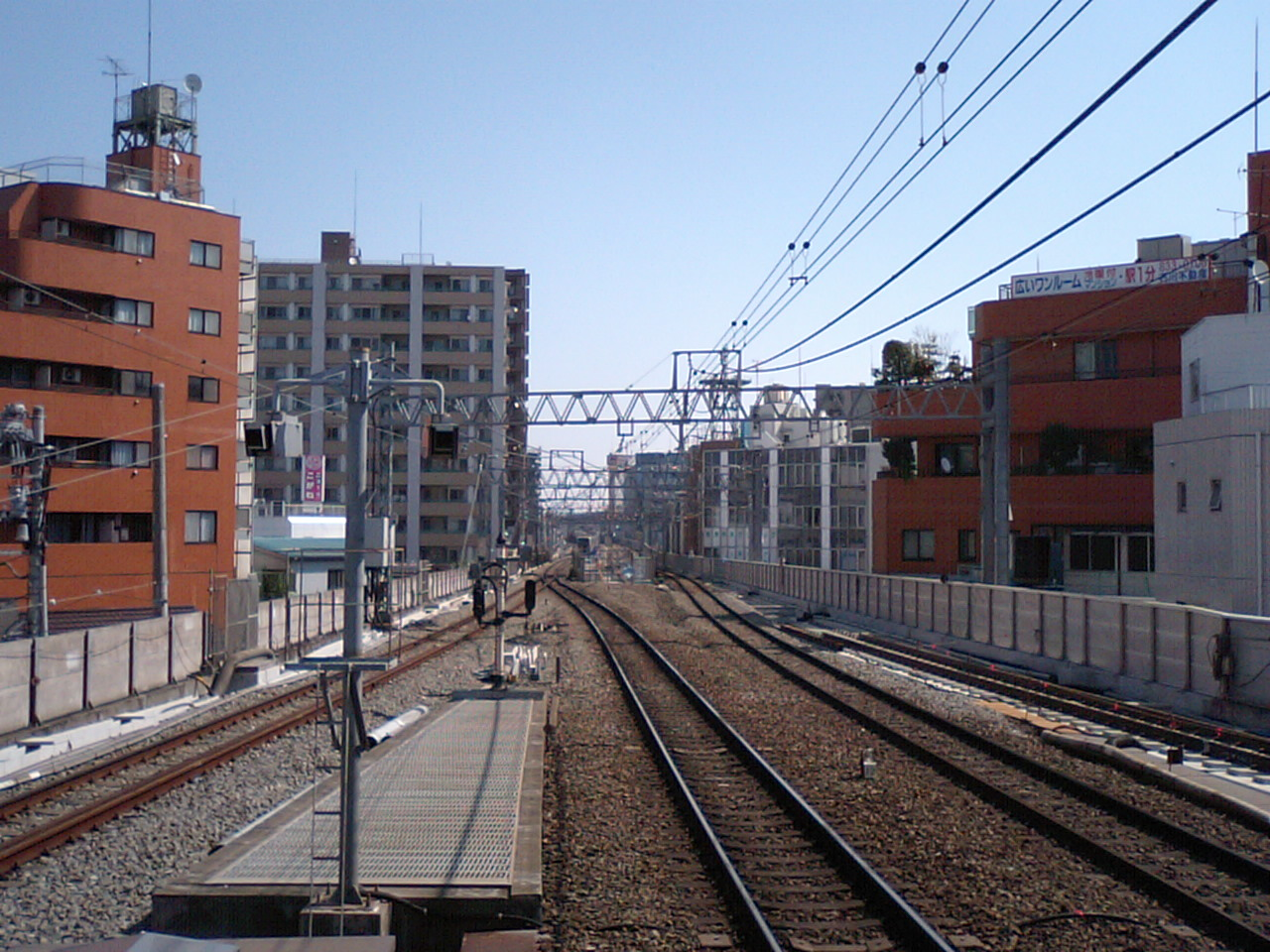
複々線化工事途中の溝の口駅 - 高津駅間（溝の口駅ホームから撮影）

二子玉川駅 - 溝の口駅間の複々線化により2009年7月11日をもって二子玉川駅発着だった大井町線が溝の口駅まで延伸された。大井町線の急行運転とあわせ、自由が丘・大岡山・大井町など他の都心への路線との接続駅までの所要時間が短縮される。特に大岡山駅で接続する目黒線では2006年9月25日から急行運転が開始されており、大井町線と目黒線にバイパス路線としての機能が付与されることになった。これらによって、朝ラッシュ時に都心へ向かう乗客の一部を田園都市線経由から、東横線の自由が丘駅乗り換えで中目黒経由で直通する東京メトロ日比谷線や、目黒線の大岡山乗り換えで目黒経由で直通する東京メトロ南北線、都営地下鉄三田線へと向かうルートを構築し利用客の選択肢を増やし混雑の抑制が見込まれている。なお、この複々線は田園都市線と大井町線の方向別複々線となるが、二子新地・高津の両駅は田園都市線の線路のみにホームが設置され、大井町線は朝夜間の一部と日中1時間当たり4本程度の列車を除き両駅を通過する。
2008年3月30日には横浜市営地下鉄グリーンラインが開業した。これによって、港北ニュータウンからグリーンラインと東横線・目黒線を利用して東京都心へ向かう新たなルートが形成され、旧来の横浜市営地下鉄ブルーライン・田園都市線を利用するルートから新たなルートへ転移することが見込まれ、これによって田園都市線の混雑の抑制が期待されている。

#### 6ドア・座席格納車の連結

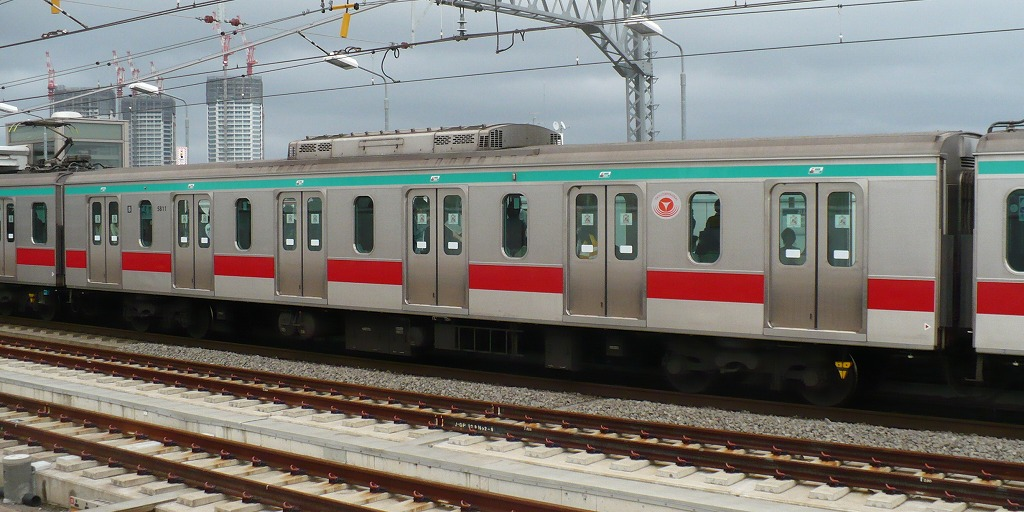
6ドア・座席格納車両

田園都市線では、乗降時間の短縮と混雑感の緩和を図るため、2005年2月14日から2017年4月まで、6ドア・座席格納車両を連結した列車を導入していた。5000系の一部編成に、渋谷駅で階段やエスカレーターがあるため特に混雑する4・5・8号車に6ドア・座席格納車両を連結し、最も混雑する時間帯の列車に充当していた。

#### 準急の運転
2007年4月5日のダイヤ改正より、平日朝ラッシュ時・上りの急行のうち午前8時台に渋谷駅に到着する13本を「準急」に変更した。この種別は、中央林間駅 - 二子玉川駅間では土休日ダイヤにおける急行と同一の停車駅に、二子玉川駅 - 渋谷駅間では各駅に停車するものである。これにより、この時間帯の二子玉川駅 - 渋谷駅間の所要時間は急行13分・各停17分から全列車15分になった。この改正は一部の新聞やテレビ番組などでも報じられ、路線の主力である速達列車の格下げということで話題となった。
従来のダイヤは、ピーク時でも各駅停車が桜新町駅で急行を待避するため、二子玉川駅以西の各駅から渋谷駅へは急行のみが先着するダイヤが組まれていた。このため急行に乗客が集中して200%を超える混雑率を招き、それに伴う乗降時分の拡大により遅延の発生源となっていた。
急行から準急への種別変更は、二子玉川駅 - 渋谷駅間で当該時間帯の全列車を各駅停車化する平行ダイヤ化により、混雑率の平準化とそれによる遅延抑制を狙ったものである。東急は、2007年5月時点の実績で雨天時などを除く平常時において前年度同時期より遅延が1分程度短縮されたと発表している。この結果を踏まえて、翌年の2008年3月28日からは準急の運転時間帯を10分拡大した。
平行ダイヤを導入する過程では複数の案が検討され、混雑率の平準化効果と速達性の維持が期待される当該案が採用された。また、種別名の選定にあたっては、過去に運行されていた快速とほぼ停車駅が同じであることから「快速」も候補だったが、快速と急行が併設されていた時期に両者の差異が利用者にわかりにくいことと、直通先の東武伊勢崎線（東武スカイツリーライン）で既に用いられている種別名で、急行とも区別しやすい名称ということで「準急」が採用された。
最混雑時間帯においては基本的に6ドア車を連結している東急5000系（後述）に限定して運用されていたが、最混雑時間帯の前後では他の車両も使用される。
その後、2014年6月21日のダイヤ改正からは下りや平日朝ラッシュ時以外の時間帯（平日・土休日の日中）にも準急が運転されるようになった。

#### 混雑緩和のためのキャンペーン
2009年以降、田園都市線で朝ラッシュ時間帯の混雑を緩和するため、「田園都市線 早起き応援キャンペーン」が開催されている。このキャンペーンは、参加者が指定された時刻までに登録したPASMOで自動改札を通過すると、登録した携帯電話に送信指定の店舗で提示すると割引特典が受けられるというもので、設定時刻を最混雑時間帯より前とすることにより、朝ラッシュ前の比較的混雑の少ない時間帯の利用を促進している。
最初の実施は、2009年11月13日から25日にかけて携帯電話からの参加登録を受け付け、12月1日から18日にかけて実施された。参加は抽選制であり、当選者5000人が参加した。好評だったため、翌2010年には5月17日から6月11日に抽選制を撤廃して事前登録のみで参加できるよう変更して実施された。また、あわせて特典内容の拡充も行われた。2010年11月15日から12月10日にかけても同様の形式で実施された。2011年度は東日本大震災の影響による節電の流れやそれに伴うサマータイム導入の増加を背景に、「東急線 早起き応援キャンペーン」として、対象路線をこどもの国線・世田谷線を除いた東急全線へ拡大し、期間途中での参加登録を可能とするよう変更して実施された。以降はこの形式を踏襲し、2012年は3月17日から12月31日までと期間を大幅に拡充して実施。2013年は1月7日から12月31日までとほぼ通年の実施としたうえでSuicaにも対応するようになった。
2010年までは平日のみを対象としていたが、2011年以降は土休日も対象となっている。
2017年には、混雑緩和の取り組み「グッチョイモーニング」として、7月11日から8月31日まで、平日午前7時半までに渋谷駅を通過する利用客のうち、スマートフォン向けアプリ「東急線アプリ」をインストールしている利用客に「グッチョイクーポン」（「グッチョイ」は「良い選択」を意味する「Good Choice」の略）を初めて配信した。クーポンの種類は、ローソンのドリンクメニュー割引券や、東急スポーツシステムのフィットネスクラブ割引利用券等。

#### 臨時列車の運転
東京都の混雑緩和プロジェクト「時差Biz」にあわせて、2017年7月11日から同21日までの火曜日から金曜日の朝6時台に、中央林間発東京メトロ半蔵門線直通押上行き臨時列車「時差Bizライナー」を運行した。2018年の夏にも運行される。

## 運行形態
急行・準急・各駅停車の3種別が運転されている。
渋谷駅で東京メトロ半蔵門線と、さらに半蔵門線の終着駅である押上駅で東武線（東武スカイツリーライン・伊勢崎線久喜駅・日光線南栗橋駅まで）との相互直通運転を実施している。渋谷駅発着の列車は一部に限られ、ほとんどの列車は東京メトロ半蔵門線へ乗り入れて運転されている。東武線へ乗り入れる列車は全体の4割程度である。
直通列車は、東京メトロ半蔵門線内では全列車が各駅に停車する。東武線内では基本的に急行として運転されるが、朝夜間には準急として運転される列車もある。
東武線まで直通する列車については、田園都市線内での種別と東武線内での種別は必ずしも一致しない。東急線・東武線内では自社の列車種別を、半蔵門線内では直通先の列車の種別を表示しており、田園都市線から半蔵門線へ乗り入れる電車は渋谷駅で種別の変更を行う場合がある（半蔵門線内が終着の列車は各駅停車となる）。東武線側ではこれに加えて田園都市線の種別を案内しているが、田園都市線側では東武線の種別を案内していない。
事故・各種トラブルなどの非常時には、半蔵門線および東武線との直通運転を中止することがある。なお、夜間にダイヤの乱れが生じた場合、東急・東京メトロ・東武の車両が各自の車両基地（長津田・鷺沼・南栗橋）に戻れないことがある。
このほか、大井町線からの乗り入れ列車の急行も運転されている。

### 日中の運行本数
日中1時間あたりの運転本数（2021年3月13日ダイヤ改正以降）は以下のようになっている。
| 駅名 ＼ 種別 | 駅名 ＼ 種別 | 半蔵門線・東武伊勢崎線直通 | 渋谷    | 渋谷    | …       | 二子玉川 | 二子玉川 | …   | 長津田 | 長津田 | …   | 中央林間 |
| ------------ | ------------ | -------------------------- | ------- | ------- | ------- | -------- | -------- | --- | ------ | ------ | --- | -------- |
| 本数         | 急行         | 久喜（下りは押上）←        | 3本     | 3本     | 3本     | 3本      | 3本      | 3本 | 3本    | 3本    | 3本 | 3本      |
| 本数         | 急行         | 大井町←                    | 大井町← | 大井町← | 大井町← | 3本      | 3本      | 3本 | 3本    | 3本    | 3本 | 3本      |
| 本数         | 準急         | 押上←                      | 3本     | 3本     | 3本     | 3本      | 3本      | 3本 | 3本    | 3本    | 3本 | 3本      |
| 本数         | 各停         | 南栗橋←                    | 3本     | 3本     | 3本     | 3本      | 3本      | 3本 | 3本    | 3本    | 3本 | 3本      |
| 本数         | 各停         | 押上（下りは久喜）←        | 3本     | 3本     | 3本     | 3本      | 3本      | 3本 | 3本    | 3本    | 3本 | 3本      |

東武線・半蔵門線 - 中央林間駅間運転の急行・準急・大井町線直通急行はそれぞれ20分間隔で運転される。
日中の急行は桜新町駅で各駅停車を追い抜き、下りは二子玉川駅、上りは三軒茶屋駅（ともに追い抜いた列車）、さらに上下線とも鷺沼駅・長津田駅で各駅停車に連絡する。準急は梶が谷駅・江田駅で各駅停車を追い抜き、下りは鷺沼駅・青葉台駅、上りは溝の口駅・あざみ野駅（全て追い抜いた列車）で各駅停車との接続を取る。
日中の半蔵門線直通列車（毎時12本）については、半数が押上駅発着、半数が東武スカイツリーライン直通の列車となっており、このうち東武直通列車は伊勢崎線久喜駅発着と日光線南栗橋駅発着が半々の割合で運転される。

#### 渋谷駅発着列車
田園都市線の起点である渋谷駅には引き上げ線が存在しないため、高い列車密度と相まって同駅での折り返し運行は難しく、ほとんどの列車は半蔵門線との直通列車として運行されている。
渋谷駅の折り返し設備は、開業時より表参道駅寄りに両渡り線があるのみだったが、2008年秋に池尻大橋駅方に片渡り線が新設され、一旦表参道駅方に列車を引き上げることなく渋谷駅ホームから始発列車を運転することができるようになった。ただし、この渡り線を使用する渋谷駅始発列車は、上り線のホームである2番線から発車する形になる。
2009年6月6日のダイヤ改正において、この新たな渡り線を用いて、それまで深夜帯にごく一部列車のみであった渋谷駅発着の各駅停車を早朝・深夜帯に増発したほか、2012年3月17日のダイヤ改正でも混雑緩和のため、土休日の夕方に渋谷駅始発の下り急行が2本新設された。この列車は東急側から回送されての2番線発で、半蔵門線からの各駅停車（1番線着）と接続してからの先発となる。
日中に準急列車が新設され田園都市線内が増発となった2014年6月21日のダイヤ改正では、半蔵門線内の増発が行われなかったため、日中に渋谷駅発着の各駅停車が毎時2本設定されるようになった。この列車は半蔵門線の半蔵門駅まで回送して同駅の引き上げ線で折り返している。しかし、2021年3月13日のダイヤ改正で日中の渋谷駅発着の列車が廃止されたため、渋谷駅発着の列車は再び早朝・深夜・土休日夕方の急行のみとなった。
一方で、平日夕ラッシュ時は列車密度が高く、現在も全列車が半蔵門線直通で運転されている。このため、渋谷駅からの下り列車は半蔵門線内から混雑した状態で到着する状況である。

### 列車種別
東横線とは異なり、定期運転の特急列車が設定されたことはない。大井町線直通列車については該当の節を参照。

#### 急行
種別表示は基本的に赤色で表記される。初電・終電近くと平日朝ラッシュ以外の時間帯に設定されている。東武線・半蔵門線 - 中央林間駅の運転を基本とするが、長津田駅発着の列車も設定されている。
日中時間帯は毎時3本（20分間隔）が運転され、このうち上りは東武線の久喜行き、下りは3本全てが半蔵門線の押上駅始発となっている。また、日中時間帯を中心に中央林間駅から大井町線に直通する列車が毎時3本運転される。

##### 沿革
1983年1月22日から設定された。原型となるのは二子玉川園駅（現・二子玉川駅） - 長津田駅間（当時の田園都市線区間）のみ通過運転する「快速」列車で、これに加えて渋谷駅 - 二子玉川園駅間も通過する列車として設定された。運転開始当初は朝ラッシュ時の一部快速を置き換える形で3本のみを設定し、平日昼間時および休日は引き続き快速を運転していた。その後利便性がよいため利用客が増加し、ダイヤ改正ごとに増発されていった。
1996年4月26日のダイヤ改正において快速を急行に統合して速達列車をすべて急行とし、また同時に日中に中央林間駅発着の急行も設定されて運転区間が全線に拡大された。さらに、1999年12月4日のダイヤ改正以降夕ラッシュ時や夜間にも中央林間駅発着の列車が拡大され、現在に近い運行形態となった。
1992年9月11日のダイヤ改正から朝ラッシュ時に鷺沼始発の上り急行が2本設定され、さらに1995年11月24日のダイヤ改正で1本追加されて、計3本が運転されていたが、2004年10月19日のダイヤ改正からすべて長津田始発に変更され消滅している。
2007年4月5日のダイヤ改正で、平日朝ラッシュ時に運転されていた上り急行のうち朝8時台に渋谷駅に到着する13本について準急に置き換えられた。また、2014年6月21日のダイヤ改正では平日朝ラッシュ時の下り急行も準急に置き換えられ、これにより朝ラッシュ時には急行は上下とも運転されなくなった。
あざみ野駅・南町田グランベリーパーク駅には運転開始当時は停車していなかった。
あざみ野駅は、1993年3月18日の横浜市営地下鉄3号線（ブルーライン）の新横浜駅 - あざみ野駅間開業により地下鉄との乗り換え駅となると、その後港北ニュータウンの開発の進捗とともに駅の利用客が増加した。横浜市から2000年にあざみ野駅への急行停車の要望が出されたことを受け、2002年3月28日から同駅が停車駅に加えられた。なお、あざみ野駅への急行停車の実施に際して、事前に鉄道建設・運輸施設整備支援機構のGRAPE(GIS for Railway Project Evaluation)と呼ばれるシステムを使用して、急行を停車させた場合の地域への影響と路線の需要の予測を行った結果、停車に伴う所要時間の増加により長津田以西からの需要が減少するという解析結果が得られたため、都心方面との所要時間を短縮することによって需要の減少を抑制する対策として、所要時間短縮のため藤が丘駅に上り通過線を新設する改良工事が行われた。
南町田グランベリーパーク駅（旧・南町田駅）は、2000年（平成12年）4月21日に開業したショッピングモール「グランベリーモール」の最寄り駅となったことから、同年7月15日から夏休み・年末年始・ゴールデンウィーク中の土曜・休日などに臨時停車するようになり、2006年3月18日のダイヤ改正から土曜・休日に限り正式な停車駅となった。その後、跡地に建設されたグランベリーパークの街びらきに先立ち、2019年10月1日より平日も終日停車駅となった。
2021年3月13日のダイヤ改正で日中時間帯の東武線・半蔵門線 - 中央林間駅間の急行が1時間あたり4本から3本に減便。大井町線直通の急行は1時間あたり大井町駅 - 溝の口駅・中央林間駅間各2本ずつから大井町駅 - 中央林間駅間3本に変更された。

#### 準急
種別表示は基本的に緑色で表記される。急行の停車駅に加え、渋谷駅 - 二子玉川駅間と長津田駅 - 中央林間駅間の各駅に停車する。
平日朝ラッシュ時の速達列車は準急のみである。田園都市線の熾烈な混雑（特に二子玉川駅 - 渋谷駅間）を緩和する措置である。また、多くの乗客が乗降する渋谷駅が1面2線の島式ホームであり、裁ききれないため、二子玉川から渋谷まで各駅に停車することにより、渋谷駅付近での電車の接近、つまり、全体の遅延を軽減させるためでもある（「準急の運転」の節も参照）。
日中時間帯は急行を補完する形で中央林間駅 - 押上駅間で20分間隔で運転される。日中は二子玉川駅・溝の口駅で同方向の大井町線各駅停車（二子新地駅・高津駅停車）と接続するダイヤが組まれている。

##### 沿革
2007年4月5日のダイヤ改正で新設された種別である。急行への乗客集中を緩和して列車遅延の抑制を図る目的で、平日朝ラッシュ時の上り急行のうち朝8時台に渋谷駅に到着する13本全てを準急に置き換えた（詳細は「準急の運転」の節を参照）。翌年2008年3月28日のダイヤ改正より運転時間帯を10分拡大し（渋谷着7時50分 - 9時00分）運転本数が16本に増加したほか、2012年3月17日のダイヤ改正ではさらに拡大（渋谷着7時42分 - 9時05分）して20本となった。当初は長津田始発のみの運転だったが、2008年のダイヤ改正より中央林間始発も設定されている。
2014年6月21日のダイヤ改正で平日朝ラッシュ時の下りにも急行を置き換える形で設定され、加えて平日・土休日の日中にも上下線で毎時2本が新設されたことで、運転時間帯が大幅に拡大した。また、この改正で停車駅に南町田駅が加えられた。
2016年3月26日のダイヤ改正では、平日夕夜間の上り急行の半数を準急に置き換え、さらに運転時間帯が拡大された。
2019年10月1日のダイヤ改正より長津田駅 - 中央林間駅の間で各駅に停車するようになった。
2021年3月13日のダイヤ改正では、5時台の上り及び24時台の下りの急行が準急に置き換えられ、運行時間が拡大された。また、日中時間帯の準急が1時間あたり2本から3本に増便された。

#### 各駅停車
種別表示は基本的に青色で表記される。車両側の表記は基本的に「各停」であるが、半蔵門線内では東京メトロの方針により「各駅停車」と表示される（フルカラーLED案内表示器搭載車両のみ）。
昼間時は毎時6本運転されている（内訳は上りは中央林間駅 - 押上駅間の列車が3本、中央林間駅 - 南栗橋駅間の列車が3本となる。下りは久喜駅 - 中央林間駅間の列車が3本、南栗橋駅 - 中央林間駅間の列車が3本となる）。
途中駅で急行・準急との接続が行われており、日中・夜間は二子玉川駅（大井町線直通急行とのみ）・鷺沼駅・長津田駅のうち1 - 2駅程度で実施される。これに加えて日中時間帯を中心に桜新町駅で急行、梶が谷駅・江田駅（下りのみ）・藤が丘駅（上りのみ）で準急の通過待ちをする列車がある。朝ラッシュの最混雑時間帯には速達列車（準急）の追い抜きは梶が谷駅・江田駅・藤が丘駅（上りのみ）での通過待ちが中心であり、準急との接続は長津田駅で行われるのみである。
田園都市線は営業距離が長く、待避設備が多いため、急行・準急に抜かれずに終点まで先行する各駅停車は早朝・深夜のみとなっている。

#### 大井町線直通列車

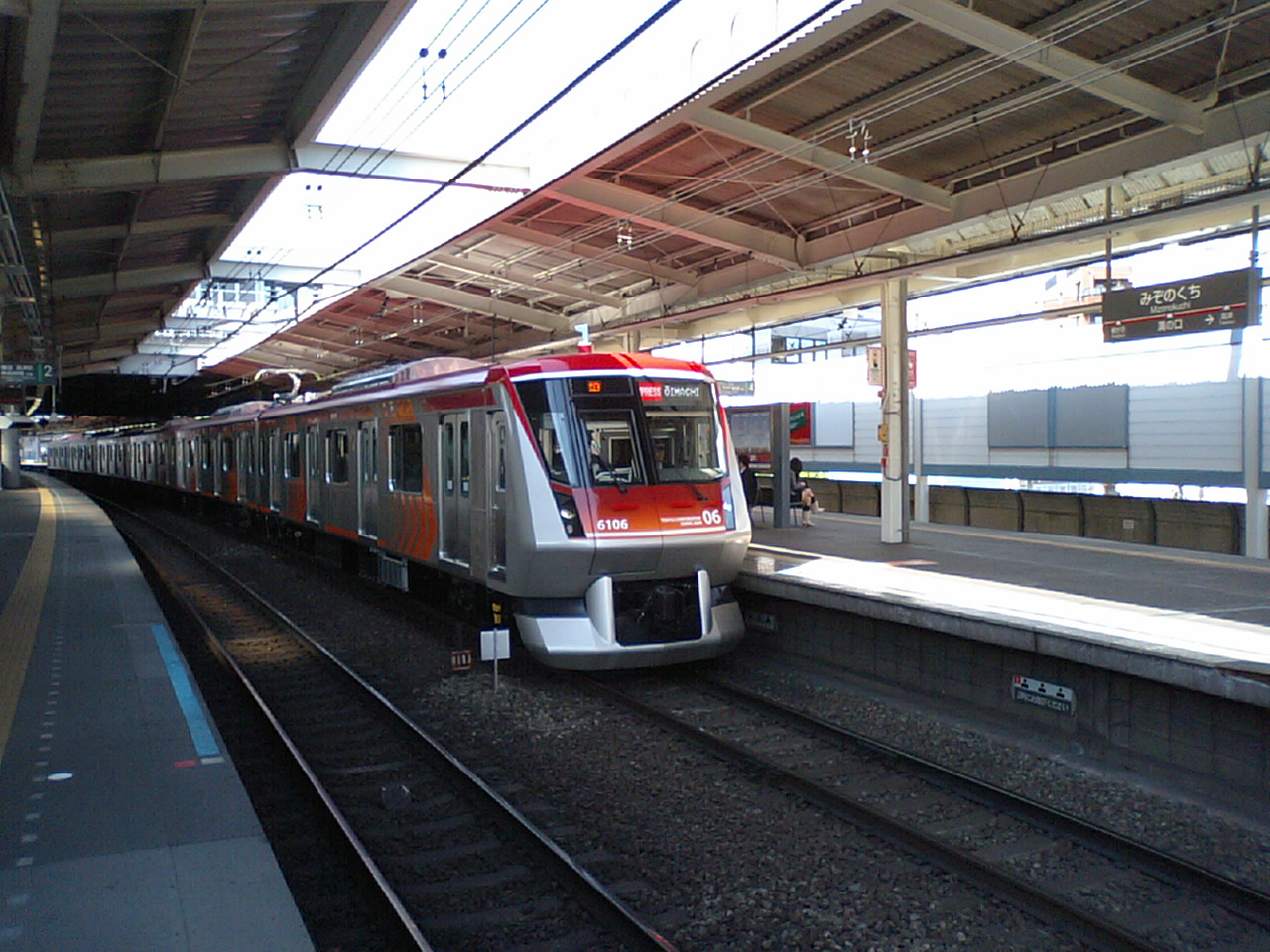
溝の口駅に停車する大井町線用の6000系を使用した大井町線直通急行列車。10両編成の田園都市線用車両よりも短い6両編成（当時）で運転するため、ホームの中央に停車している。

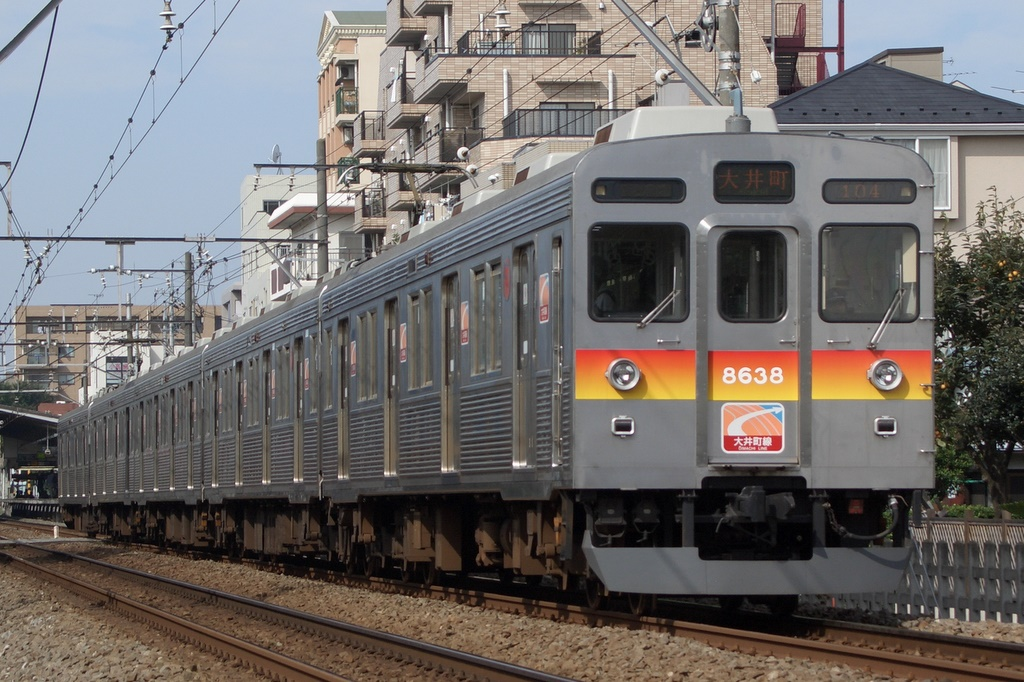
大井町線用の8500系5両編成（カラーリングや編成が田園都市線用とは異なる。現在は運用終了）

田園都市線と大井町線は二子玉川駅を介して一部の列車が直通運転を行っている。直通列車は両線が並行する二子玉川駅 - 溝の口駅間では田園都市線の線路を走行する。
大井町線用の車両で運転されるが、同路線用の9000系・9020系には田園都市線内での誤乗防止を図るため先頭車の前面の帯を赤と黄のグラデーションにするとともに先頭車の前面下部と側面窓間に「大井町線」を表すステッカーが貼付されている。

##### 急行
平日・土休日の日中に上下線で毎時3本と、夜間には下り列車が運転されるほか、平日の早朝に1本上り列車が運転される。直通運転する列車は日中は大井町駅 - 中央林間駅間の運転であるが、夜間は長津田駅発着となる。朝夜間の列車については一部異なるものの、おおむね二子玉川駅・鷺沼駅・長津田駅で田園都市線の各駅停車と接続しており、渋谷駅 - 用賀駅間ならびにつくし野駅 - 中央林間駅間、田奈駅 - 梶が谷駅の各駅への利便性も確保されている。
大井町線への直通列車は、土休日朝に臨時列車として運行が開始された後、2006年3月18日のダイヤ改正から定期化された。当初は大井町線は各駅停車のみの運転であり、直通急行についても田園都市線内は急行運転となっていた。また、5両編成（現在の各駅停車用）車両を使用して運転されていたが、2008年3月28日のダイヤ改正で大井町線にも急行が新設されたことから、直通急行についても全区間で急行運転とされた。同時に急行用車両6000系6両編成が導入され、充当されるようになった。
日中の直通運転については、2011年5月28日に改正された東日本大震災による節電ダイヤにおいて、平日に毎時2本が設定されたのが最初である。これは同年9月10日に震災前のダイヤに戻るまで実施され、その後の2012年3月17日のダイヤ改正では土休日に定期列車として運転されるようになった。2019年10月1日のダイヤ改正より平日の設定が復活し、同時に運行区間が中央林間駅まで延長された。

##### 各駅停車
早朝・深夜帯のみ、鷺沼車庫に入出庫する列車を活用して大井町線直通の列車が運転されている。全列車が二子新地駅・高津駅に停車する青各停のみの運行で緑各停は運行されない。

### 廃止された種別

#### 快速
1968年10月1日から1996年4月25日まで運転されていた優等列車である。大井町駅発着の「通勤快速」と渋谷駅・半蔵門線内発着の「快速」があった。ともに表示上は「快速」であり、ここではどちらも同じ快速として扱う。
1968年の設定当初は、朝ラッシュ時間帯に「通勤快速」と称して大井町行きの快速が運転されていた（上り列車のみ、二子玉川園駅 - 大井町駅間は各駅に停車）。1977年11月16日より日中に「お買い物快速」と銘打って新玉川線直通の快速の運転が開始された。1979年8月12日に大井町線分離が行われ、大井町行き快速の運転を終了して終日にわたり新玉川線直通の快速が運転されるようになった。1983年1月22日より朝夕ラッシュ時に急行が新設され、快速ともに運転された。1989年1月26日の半蔵門線・半蔵門駅 - 三越前駅間延伸のダイヤ改正で平日の朝・夕ラッシュ時および土曜朝ラッシュ時の快速を、1996年4月26日のダイヤ改正で残るすべての快速を、それぞれ急行に移行し、快速の運転は終了した。
- 大井町行きの通勤快速は長津田以西から運転されていたが、新玉川線直通快速は長津田駅発着であった。
- 当初、「通勤快速」と称されたのは「停車駅の変更が後になってからもしやすいように」という配慮によるものである[17]。
- 快速が急行に統合された1996年4月26日のダイヤ改正では快速の代替となる各駅停車の増発などは行われなかったため、当時の新玉川線区間急行通過駅では日中の停車列車が減便（1時間当たり快速2本、各停8本・計10本→各停のみ8本）され、サービスダウンを招く結果となった。
- 快速運転終了後に製造・転用された車両も「快速」の種別表示幕を有している。色はオレンジ色である。
- 2007年4月5日から、快速と同様に渋谷駅 - 二子玉川駅間で各駅に停車する速達列車である準急が運転されている。

停車駅
（大井町行き通勤快速）大井町 - 二子玉川園間各駅・溝の口・鷺沼・たまプラーザ・青葉台・長津田以西各駅
（新玉川線直通快速）渋谷 - 二子玉川園間各駅・溝の口・鷺沼・たまプラーザ・青葉台・長津田

### 臨時列車

#### 多摩川花火大会の臨時ダイヤ
二子橋周辺の多摩川では、毎年8月第3土曜日に世田谷区たまがわ花火大会・川崎市制記念多摩川花火大会が開催されることから、その最寄駅である二子玉川駅・二子新地駅へのアクセスのため、田園都市線は夕方から深夜まで臨時ダイヤで運行される。この場合、田園都市線は16時から23時頃まで全列車各駅停車となるほか、渋谷駅始発の下り列車や二子玉川・渋谷駅止まりの上り列車が増発される。また、夕方の大井町線からの直通電車は運休となる。ただし、花火大会中止の場合は夕刻以降も通常のダイヤで運転することもある。

#### 行楽期の臨時列車
田園都市線では、こどもの国線が開業した後しばらくは行楽期にこどもの国行き直通快速を運転するなどこどもの国に関連した臨時列車を度々運転してきた。例えば、以下の列車である。
- アルカディア1号
  - 1982年（昭和57年）8月4日運転。こどもの国で開催されたアニメ映画『わが青春のアルカディア』のイベントに関連した運転である。当初は同月3日に運転される予定であったが、1日遅れで運転された。
  - 渋谷発長津田行きの下りのみ運転。
  - 8500系8604F8両編成を使用。
  - 応募招待客のみの乗車で、途中駅は無停車。
  - 前面上部中央の行先表示器を隠すように巨大な海賊旗のステッカーを、前面窓下の両前照灯間いっぱいに「アルカディア1号」と書かれたステッカーをそれぞれ貼付していた。
  - 終点長津田駅でこどもの国線「アルカディア2号」に接続した。なお、この列車は当日の定期列車に同様のステッカーを貼付したものだった。

平成に入ってからは行楽目的のための臨時列車の運転はほとんど行われなくなっていたが、2002年末以降その態様が変化した。東京臨海高速鉄道りんかい線開業時や東武線との直通運転を開始した際に臨時列車が設定されて以降、不定期ながらも年に1 - 3回程度運転されている。近年は、都心での花火大会に関連した半蔵門線内止まりの列車と、東武線内の観光地へのキャンペーンに関連した東武線まで直通する列車の2種類に大別できる。田園都市線の車両はすべてがロングシートの自由席で、クロスシートは設置されておらず、指定席も設定されていない（アナウンスでもその趣旨が案内される）。
近年に運転された臨時列車は下記の通り。
- 大井町線直通臨時急行
  - いずれも大井町線用5両編成を使用。
  - 停車駅は、現在の大井町線直通急行の停車駅から南町田グランベリーパークを除いたもの。
  - 方向幕は「臨時」と表示し、8000系も運用に入っていた。
    - なお、ゴールデンウィークに伴う臨時列車が運転された際、田園都市線の通常の急行は南町田に臨時停車していたが、本列車は通過している。

  - 現在の中央林間 - 大井町間の急行は、当初臨時列車として運行されたこれらの列車が定期化されたものと言える（ただしダイヤは異なる）。
- りんかい線開業に伴う臨時列車
  - 2002年（平成14年）12月1日運転。
  - 同日のりんかい線開業に伴う、臨海副都心へのアクセス路線としてのキャンペーン。そのため、「りんかい線アクセス」というステッカーを掲出した。
  - 上りのみ4本運転（中央林間9時54分発から1時間おきに12時54分まで）。
- ゴールデンウィークに伴う臨時列車
  - 2003年（平成15年）5月3日 - 5日運転。
  - 上下ともに運転。午前10時台から午後6時台までの間に約45分間隔で運転し、1日あたり上下あわせて24本運転した。
    - 上り中央林間を10時01分発 - 17時52分発まで12本、下り大井町を10時12分発 - 18時26分発まで12本。

  - 一部列車は鷺沼・長津田発着。
- 「東急 - 営団 - 東武3社直通記念号」[79][21]
  - 2003年（平成15年）3月29日に往路、30日に復路を運転。
  - 東武30000系10両編成を使用。
  - 中央林間 - 東武日光線東武日光・鬼怒川線鬼怒川温泉間を運転（29日の往路は中央林間始発、30日の復路は東武日光・鬼怒川温泉始発）
  - 東武日光線南栗橋で分割・併結を行い、前4両は鬼怒川温泉発着、後6両は東武日光発着。
  - 田園都市線内急行、半蔵門線内各駅停車、東武線内快速（ただし、接続を図るとともに分割・併結を行うため、通常は東武線の快速列車が停車しない曳舟と南栗橋にも停車）で運転した。
  - 東武30000系にはトイレが設置されていないため、北千住で26分、南栗橋で10分強、新大平下で8分のトイレ休憩を設けた。北千住に関しては定期列車を先行させるため、南栗橋は分割併合のためでもあった。復路は新大平下と南栗橋でトイレ休憩を設けた。
  - 終点の日光・鬼怒川の駅前広場では、乗車客への鉄道グッズが当たる抽選会が実施された。
- 東京湾大華火祭臨時列車[80]
  - 2002年から2005年まで運転された。
  - いずれも東急5000系を使用。
  - 田園都市線内は急行、半蔵門線内は各駅停車で運転。
  - 表参道で千代田線、永田町で有楽町線それぞれの臨時列車と接続を行った。
  - 花火大会の本開催日（土曜日）が順延された場合は、日曜日に順延開催されたとしても運転が中止となった。
  - 「HA・NA・BIリレー号」
    - 2002年（平成14年）、2003年（平成15年）8月10日運転。
    - 中央林間 - 半蔵門線半蔵門間を運転。

  - 「スターライト号」
    - 2004年（平成16年）8月14日、2005年（平成17年）8月13日運転。
    - 中央林間 - 半蔵門線永田町間を運転。
    - 表参道駅で小田急からの臨時直通列車、永田町で西武・東武・埼玉高速からの臨時直通列車に乗り換えられるダイヤだったが、2006年以降運転されなくなった。
- 隅田川花火大会臨時列車「SUMIDA HA・NA・BI号」
  - 2004年（平成16年）7月31日、2005年（平成17年）7月30日、2006年（平成18年）7月29日、2007年（平成19年）7月28日運転。
  - 2004年と2005年は東急5000系、2006年は東京メトロ8000系、2007年は東京メトロ08系（いずれも10両編成）を使用。
  - 中央林間 - 半蔵門線押上間を往復で運転した。
  - 田園都市線内は急行、半蔵門線内は各駅停車で運転した。
- 臨時特急「スペーシアもみじ号」連絡列車「もみじ号」
  - 2004年（平成16年）10月2日・9日運転。
  - 東急5000系10両編成を使用。
  - 長津田 - 東武伊勢崎線北千住間を運転。
  - 全区間急行（半蔵門線内の停車駅は表参道・永田町・大手町・清澄白河・押上）で運転した。
  - 終着の北千住で臨時特急「スペーシアもみじ号」と連絡を行った。
- 「フラワーエクスプレス号」
  - 2005年（平成17年）からゴールデンウィークやその前後の土休日を中心に運転。
    - 2005年（平成17年）4月29日 - 5月1日
    - 2006年（平成18年）4月29日・5月3日 - 5日
    - 2007年（平成19年）4月28日 - 30日・5月3日 - 5日
    - 2008年（平成20年）4月26日・5月3日 - 6日
    - 2009年（平成21年）4月29日・5月2日 - 5日
    - 2010年（平成22年）4月24日・29日・5月1日 - 3日

  - 東武30000系10両編成を使用。
  - 2005年は中央林間（往路は長津田始発） - 東武伊勢崎線太田間、2006年以降は長津田 - 東武伊勢崎線太田間をそれぞれ往復で運転する。
  - 東武伊勢崎線館林で分割・併合を行い、前4両は館林止まり、後6両は終点太田まで運転する。
  - 東急線内は急行、半蔵門線内は各駅停車、東武線内快速（東武動物公園から先の途中停車駅は久喜・加須・羽生・館林・足利市で、通常快速が停車しない曳舟にも停車した。さらに、2006年以降は往路のみ茂林寺前にも停車した。2010年は往路のみ加須・羽生を通過し茂林寺前に停車。復路では茂林寺前を通過し羽生・加須に停車）。
  - 2008年5月5日の運転では久喜 - 太田間に臨時列車が2本運転された。このうち1本は「フラワーエクスプレス」のヘッドマークを装着していた。
  - 2011年は臨時列車としての運転はされず、久喜始発・終着の直通列車に接続する東武伊勢崎線の定期普通列車3往復を「2011 フラワーリレー号」としてヘッドマークを装着して運転した[81]。
- 「それ行け!こどもの国GO!」
  - 2009年（平成21年）3月20日 - 22日運転。
  - 横浜高速Y000系2両編成を使用。
  - 梶が谷 - 横浜高速鉄道こどもの国線こどもの国間を運転。途中無停車だった。

#### その他の臨時列車
- 「時差Bizライナー」
  - 東京都の混雑緩和プロジェクト「時差Biz」にあわせて、2017年 - 2019年の7月の平日朝6時台に中央林間駅発押上駅行の臨時特急列車として運行。
    - 東急5000系を使用。
    - 2017年：7月11日 - 7月21日までの火曜日から金曜日[75]
    - 2018年：7月9日 - 7月20日までの平日、ただし溝の口駅までの各停車駅の発車時刻が前年から1〜3分程繰り上がった[51]。
    - 2019年：7月22日 - 7月31日までの平日[82]

- 停車駅：中央林間駅（始発駅） - 長津田駅 - あざみ野駅 - 溝の口駅 - 渋谷駅[74][51] - （半蔵門線内は各駅に停車[75]） - 押上駅。

## 駅一覧
凡例
停車駅 … ●：停車、｜：通過
各駅停車はすべての駅に停車するため省略。
列車待避 … ◇：上下とも待避可能、△：上りのみ待避可能
| 駅番号       | 駅名                       | 駅カラー     | 駅間 キロ    | 累計 キロ    | 準急 | 急行 | 接続路線・備考 （括弧内は接続路線の駅名および駅番号など） | 列車待避 | 地上／地下 | 所在地 | 所在地 | 所在地 |
| ------------ | -------------------------- | ------------ | ------------ | ------------ | --- | --- | --- | --- | --- | --- | --- | --- |
| 直通運転区間 | 直通運転区間               | 直通運転区間 | 直通運転区間 | 直通運転区間 | 東京メトロ半蔵門線・ 東武伊勢崎線（東武スカイツリーライン）経由 - 東武伊勢崎線久喜駅及び 東武日光線南栗橋駅まで | 東京メトロ半蔵門線・ 東武伊勢崎線（東武スカイツリーライン）経由 - 東武伊勢崎線久喜駅及び 東武日光線南栗橋駅まで | 東京メトロ半蔵門線・ 東武伊勢崎線（東武スカイツリーライン）経由 - 東武伊勢崎線久喜駅及び 東武日光線南栗橋駅まで | 東京メトロ半蔵門線・ 東武伊勢崎線（東武スカイツリーライン）経由 - 東武伊勢崎線久喜駅及び 東武日光線南栗橋駅まで | 東京メトロ半蔵門線・ 東武伊勢崎線（東武スカイツリーライン）経由 - 東武伊勢崎線久喜駅及び 東武日光線南栗橋駅まで | 東京メトロ半蔵門線・ 東武伊勢崎線（東武スカイツリーライン）経由 - 東武伊勢崎線久喜駅及び 東武日光線南栗橋駅まで | 東京メトロ半蔵門線・ 東武伊勢崎線（東武スカイツリーライン）経由 - 東武伊勢崎線久喜駅及び 東武日光線南栗橋駅まで | 東京メトロ半蔵門線・ 東武伊勢崎線（東武スカイツリーライン）経由 - 東武伊勢崎線久喜駅及び 東武日光線南栗橋駅まで |
| DT01         | 渋谷駅                     |              | -            | 0.0          | ● | ● | 東京地下鉄： 半蔵門線 (Z-01)（直通運転：上記参照）・ 銀座線 (G-01) ・ 副都心線 (F-16) 東急電鉄： 東横線 (TY01) 東日本旅客鉄道： 山手線 (JY 20)・ 埼京線 (JA 10)・ 湘南新宿ライン (JS 19) 京王電鉄： 井の頭線 (IN01) | | 地下区間 | 東京都 | 渋谷区 | 渋谷区 |
| DT02         | 池尻大橋駅                 |              | 1.9          | 1.9          | ● | ｜ | | | 地下区間 | 東京都 | 世田谷区 | 世田谷区 |
| DT03         | 三軒茶屋駅                 |              | 1.4          | 3.3          | ● | ● | 東急電鉄： 世田谷線 (SG01) | | 地下区間 | 東京都 | 世田谷区 | 世田谷区 |
| DT04         | 駒沢大学駅                 |              | 1.5          | 4.8          | ● | ｜ | | | 地下区間 | 東京都 | 世田谷区 | 世田谷区 |
| DT05         | 桜新町駅                   |              | 1.5          | 6.3          | ● | ｜ | | ◇ | 地下区間 | 東京都 | 世田谷区 | 世田谷区 |
| DT06         | 用賀駅                     |              | 1.3          | 7.6          | ● | ｜ | | | 地下区間 | 東京都 | 世田谷区 | 世田谷区 |
| DT07         | 二子玉川駅                 |              | 1.8          | 9.4          | ● | ● | 東急電鉄： 大井町線 (OM15) （溝の口駅まで並行運転、中央林間方面から大井町駅まで一部直通運転） | | 地上区間 | 東京都 | 世田谷区 | 世田谷区 |
| DT08         | 二子新地駅                 |              | 0.7          | 10.1         | ｜ | ｜ | | | 地上区間 | 神奈川県 | 川崎市 | 高津区 |
| DT09         | 高津駅                     |              | 0.6          | 10.7         | ｜ | ｜ | | | 地上区間 | 神奈川県 | 川崎市 | 高津区 |
| DT10         | 溝の口駅                   |              | 0.7          | 11.4         | ● | ● | 東急電鉄： 大井町線 (OM16) 東日本旅客鉄道： 南武線（武蔵溝ノ口駅：JN 10） | | 地上区間 | 神奈川県 | 川崎市 | 高津区 |
| DT11         | 梶が谷駅                   |              | 0.8          | 12.2         | ｜ | ｜ | 大井町線の車庫所在駅 | ◇ | 地上区間 | 神奈川県 | 川崎市 | 高津区 |
| DT12         | 宮崎台駅                   |              | 1.5          | 13.7         | ｜ | ｜ | | | 地上区間 | 神奈川県 | 川崎市 | 宮前区 |
| DT13         | 宮前平駅                   |              | 1.0          | 14.7         | ｜ | ｜ | | | 地上区間 | 神奈川県 | 川崎市 | 宮前区 |
| DT14         | 鷺沼駅                     |              | 1.0          | 15.7         | ● | ● | 大井町線と東京メトロ半蔵門線の車庫所在駅 | ◇ | 地上区間 | 神奈川県 | 川崎市 | 宮前区 |
| DT15         | たまプラーザ駅             |              | 1.4          | 17.1         | ● | ● | | | 地上区間 | 神奈川県 | 横浜市 | 青葉区 |
| DT16         | あざみ野駅                 |              | 1.1          | 18.2         | ● | ● | 横浜市営地下鉄： ブルーライン（3号線） (B32) | | 地上区間 | 神奈川県 | 横浜市 | 青葉区 |
| DT17         | 江田駅                     |              | 1.1          | 19.3         | ｜ | ｜ | | ◇ | 地上区間 | 神奈川県 | 横浜市 | 青葉区 |
| DT18         | 市が尾駅                   |              | 1.3          | 20.6         | ｜ | ｜ | | | 地上区間 | 神奈川県 | 横浜市 | 青葉区 |
| DT19         | 藤が丘駅                   |              | 1.5          | 22.1         | ｜ | ｜ | | △ | 地上区間 | 神奈川県 | 横浜市 | 青葉区 |
| DT20         | 青葉台駅                   |              | 1.0          | 23.1         | ● | ● | | | 地上区間 | 神奈川県 | 横浜市 | 青葉区 |
| DT21         | 田奈駅                     |              | 1.4          | 24.5         | ｜ | ｜ | | | 地上区間 | 神奈川県 | 横浜市 | 青葉区 |
| DT22         | 長津田駅                   |              | 1.1          | 25.6         | ● | ● | 東急電鉄： こどもの国線 (KD01) 東日本旅客鉄道： 横浜線 (JH 21) 田園都市線の車庫所在駅 | ◇ | 地上区間 | 神奈川県 | 横浜市 | 緑区 |
| DT23         | つくし野駅                 |              | 1.2          | 26.8         | ● | ｜ | | | 地上区間 | 東京都 町田市                                                                                                   | 東京都 町田市                                                                                                   | 東京都 町田市                                                                                                   |
| DT24         | すずかけ台駅               |              | 1.2          | 28.0         | ● | ｜ | | | 地上区間 | 東京都 町田市                                                                                                   | 東京都 町田市                                                                                                   | 東京都 町田市                                                                                                   |
| DT25         | 南町田グランベリーパーク駅 |              | 1.2          | 29.2         | ● | ● | | | 地上区間 | 東京都 町田市                                                                                                   | 東京都 町田市                                                                                                   | 東京都 町田市                                                                                                   |
| DT26         | つきみ野駅                 |              | 1.1          | 30.3         | ● | ｜ | | | 地上区間 | 神奈川県 大和市                                                                                                 | 神奈川県 大和市                                                                                                 | 神奈川県 大和市                                                                                                 |
| DT27         | 中央林間駅                 |              | 1.2          | 31.5         | ● | ● | 小田急電鉄： 江ノ島線 (OE02) | | 地下 | 神奈川県 大和市                                                                                                 | 神奈川県 大和市                                                                                                 | 神奈川県 大和市                                                                                                 |

1. ↑  渋谷駅では田園都市線と銀座線を相互に乗り換えるには改札外に出ることになるため、田園都市線と銀座線の乗り換えは、直通運転先の半蔵門線と銀座線が対面乗り換えが可能な隣の表参道駅が案内されている。

### 旧新玉川線の駅カラー
旧新玉川線の中間駅となる池尻大橋 - 用賀間の各駅は地下駅であり、各駅に駅カラーを設定している。
各駅の壁面は白色と駅カラーの交互となっているが、階段寄りは駅カラーの割合が多く、離れるに従って白色の割合が増えている。このことにより、各駅でのより近い階段などへ移動する際に移動すべき方向がわかるようになっている。
駅カラーの設定には「地下駅であるため乗客が周囲の風景から駅を特定できないので壁面の色を見ただけでどこの駅かすぐわかるように」との意図がある。

## 使用車両
田園都市線用の車両（乗り入れする他社車両も含む）は種別を問わずすべて10両編成で運転されている。ただし、大井町線直通各駅停車は5両編成、大井町線直通急行は7両編成で運転されている。田園都市線用の車両は地下区間においての非常時の勾配押上げ条件などから起動加速度3.3km/h/s・最大減速度（常用）3.5km/h/s（非常4.5km/h/s）を満たしている。設計最高速度は東京メトロ8000系が100km/h、それ以外の車両が120km/hである。
新車搬入や長津田車両工場への入・出場列車として、東横線や目黒線・池上線・東急多摩川線・みなとみらい線用の車両も、回送や試運転で田園都市線を走行することがある。また、東京メトロ鷺沼工場への回送列車として日比谷線の車両も田園都市線を走行する。

### 自社車両
全車長津田検車区所属。
- 2020系[84][85][49]
- 5000系

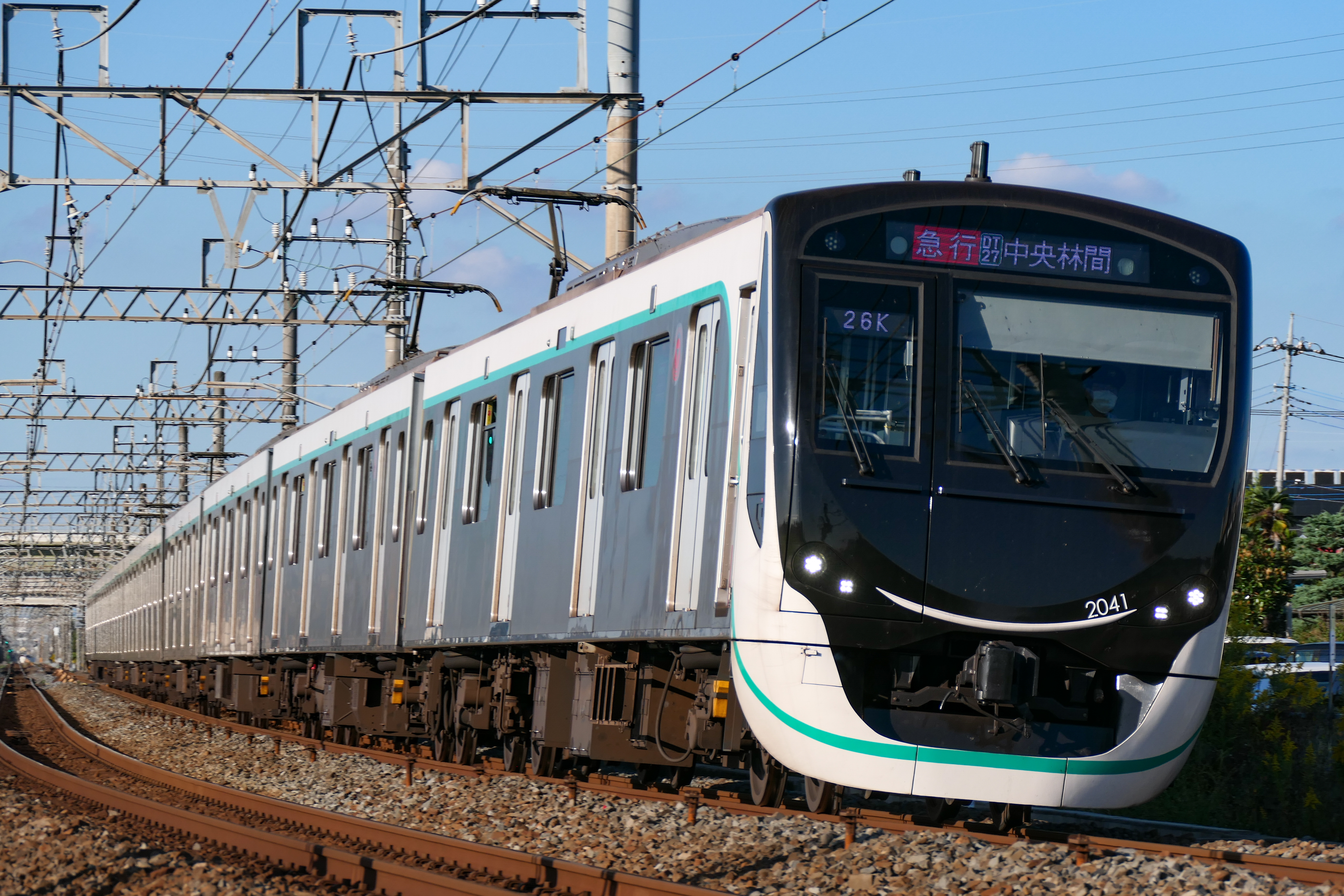
2020系
5000系

#### 大井町線直通用
全車長津田検車区所属。
- 6020系[86][50]
- 6000系
- 9020系[87]
- 9000系

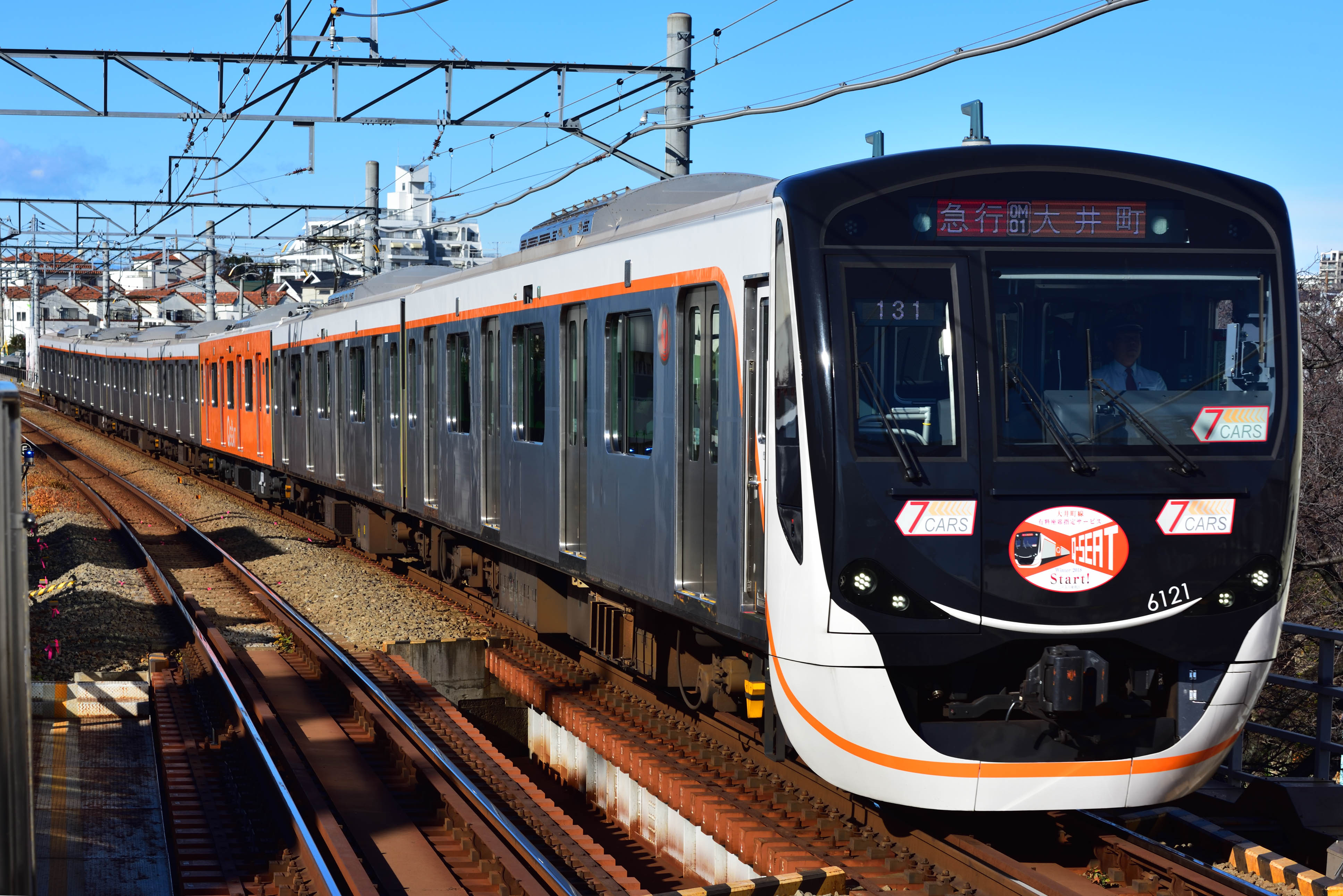
6020系
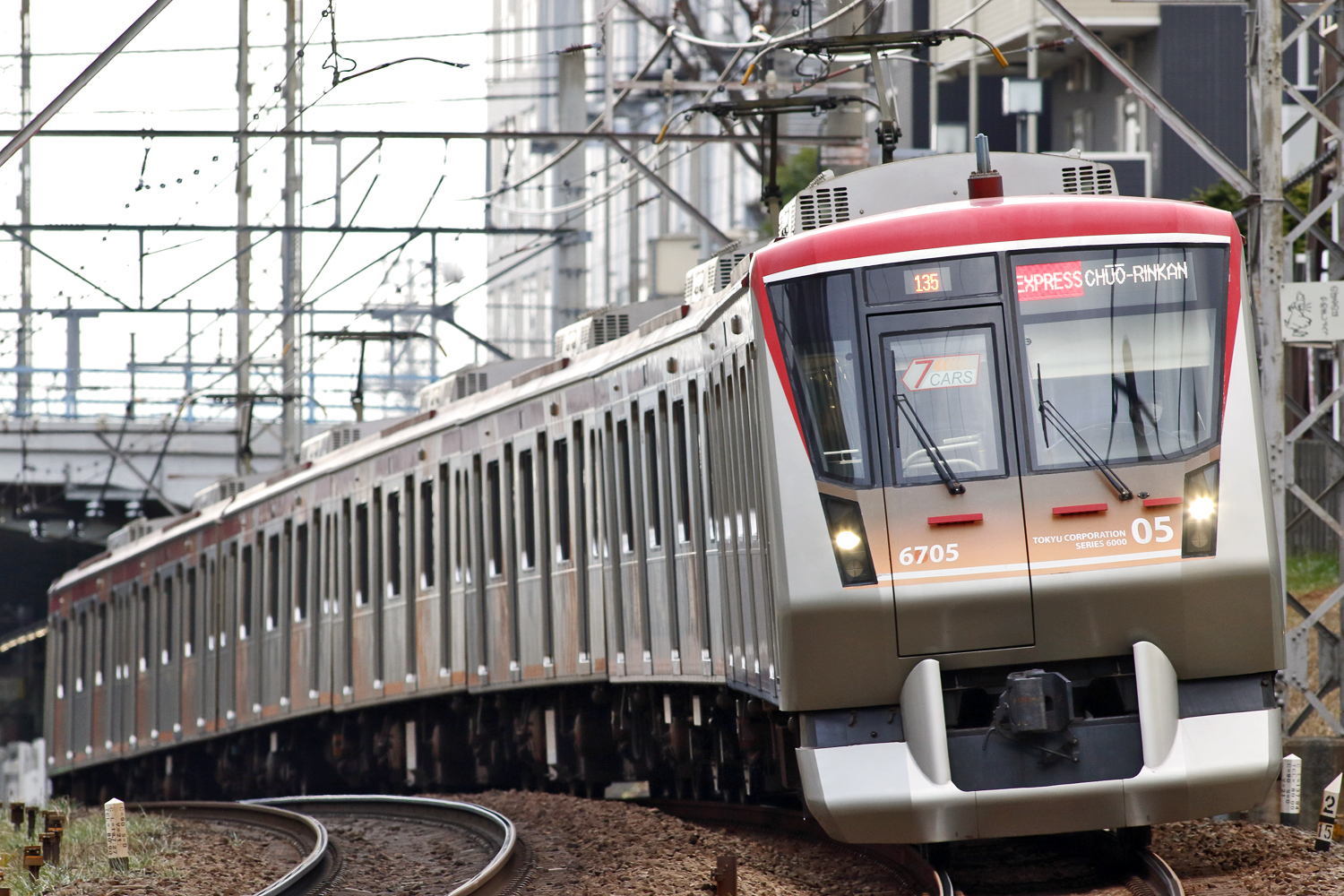
6000系
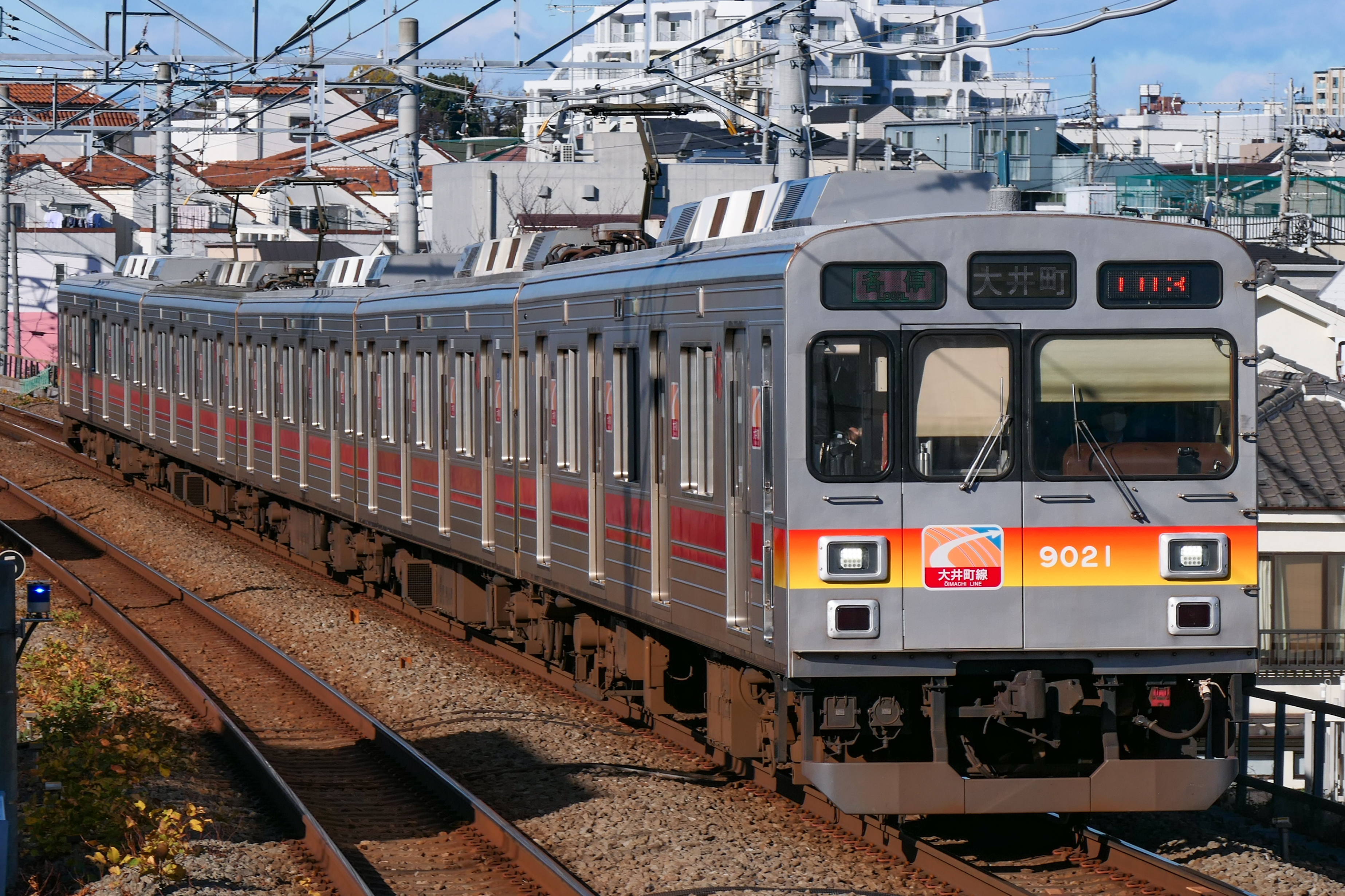
9020系
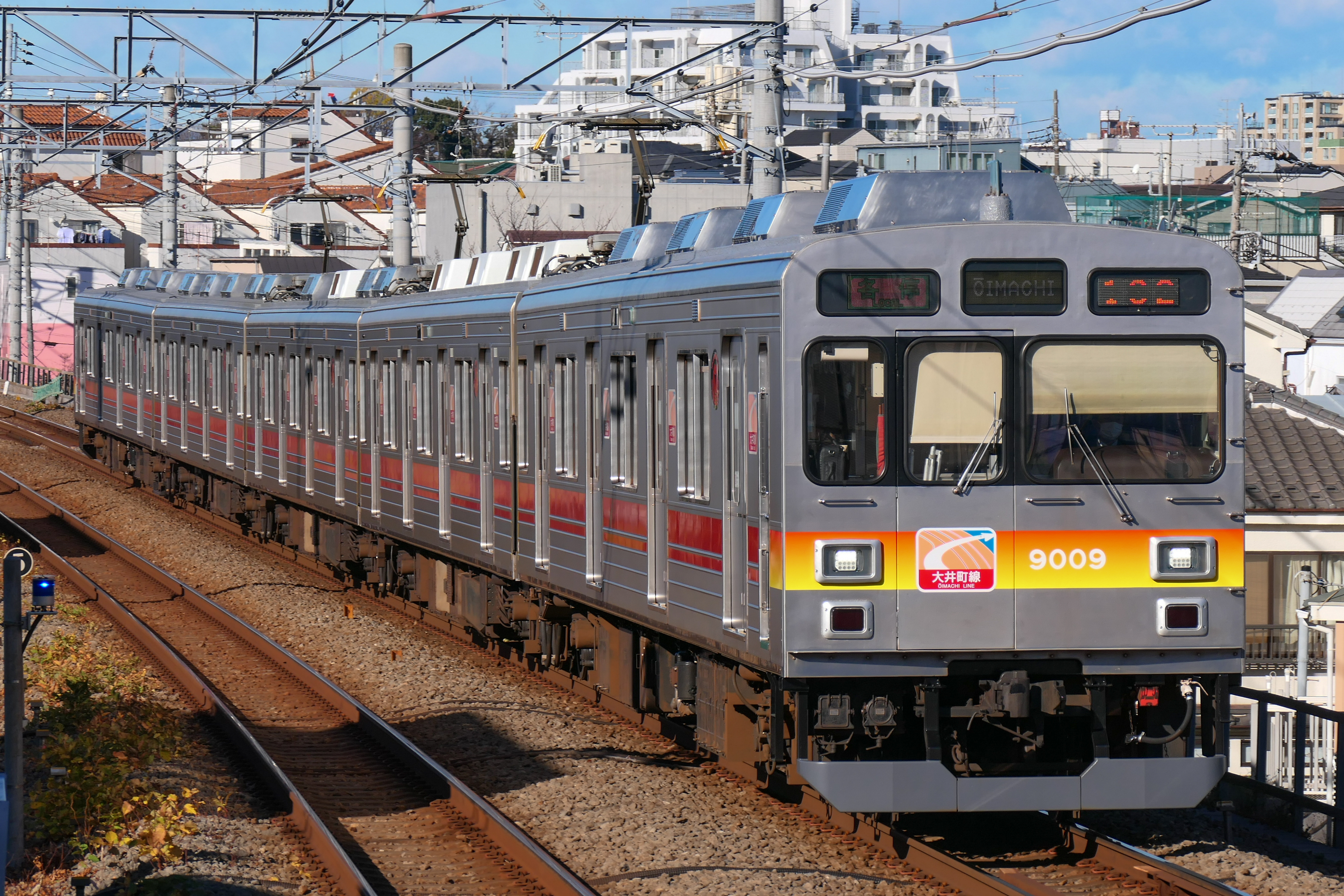
9000系

### 乗り入れ車両
東京地下鉄
- 8000系
- 08系
- 18000系

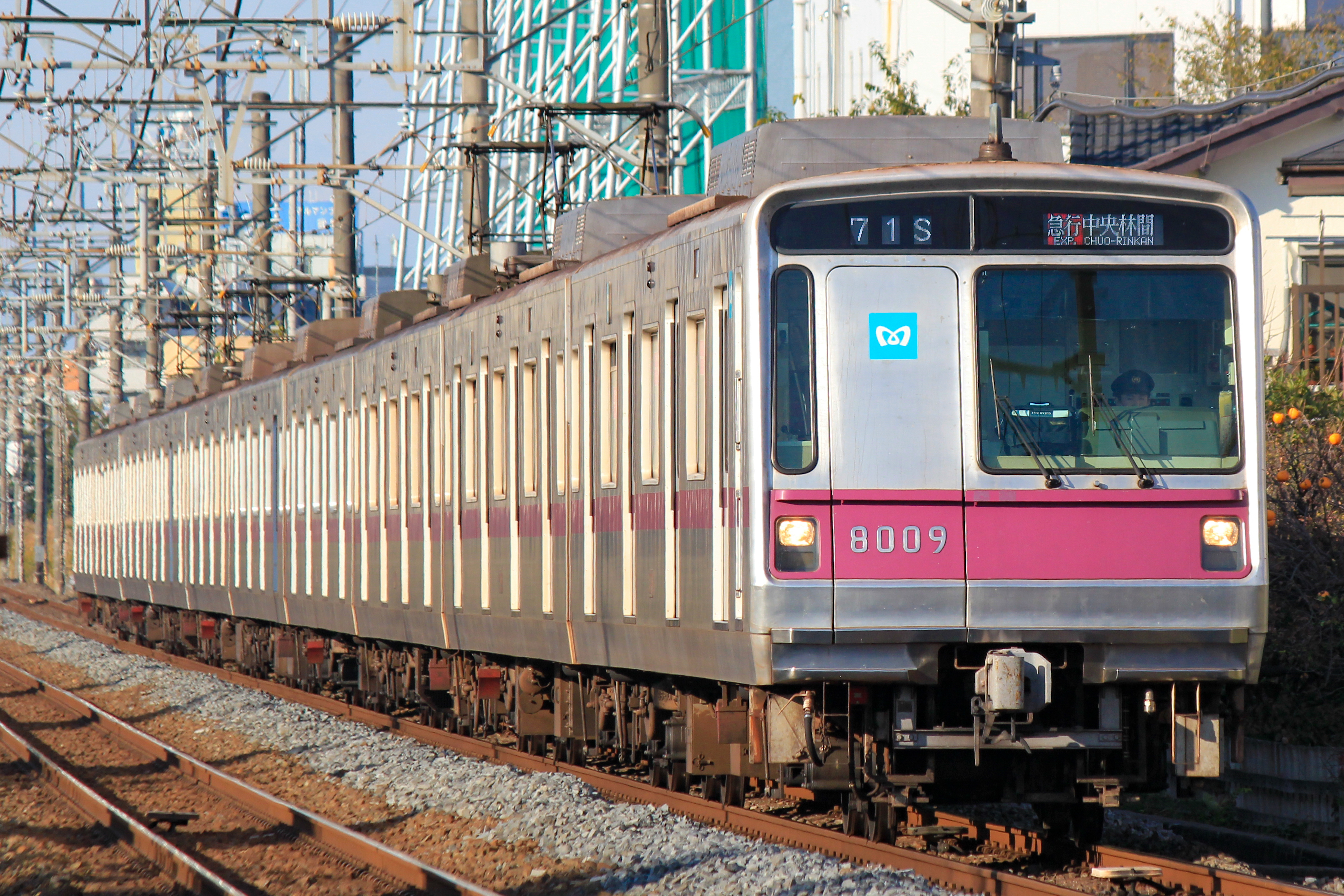
東京メトロ8000系
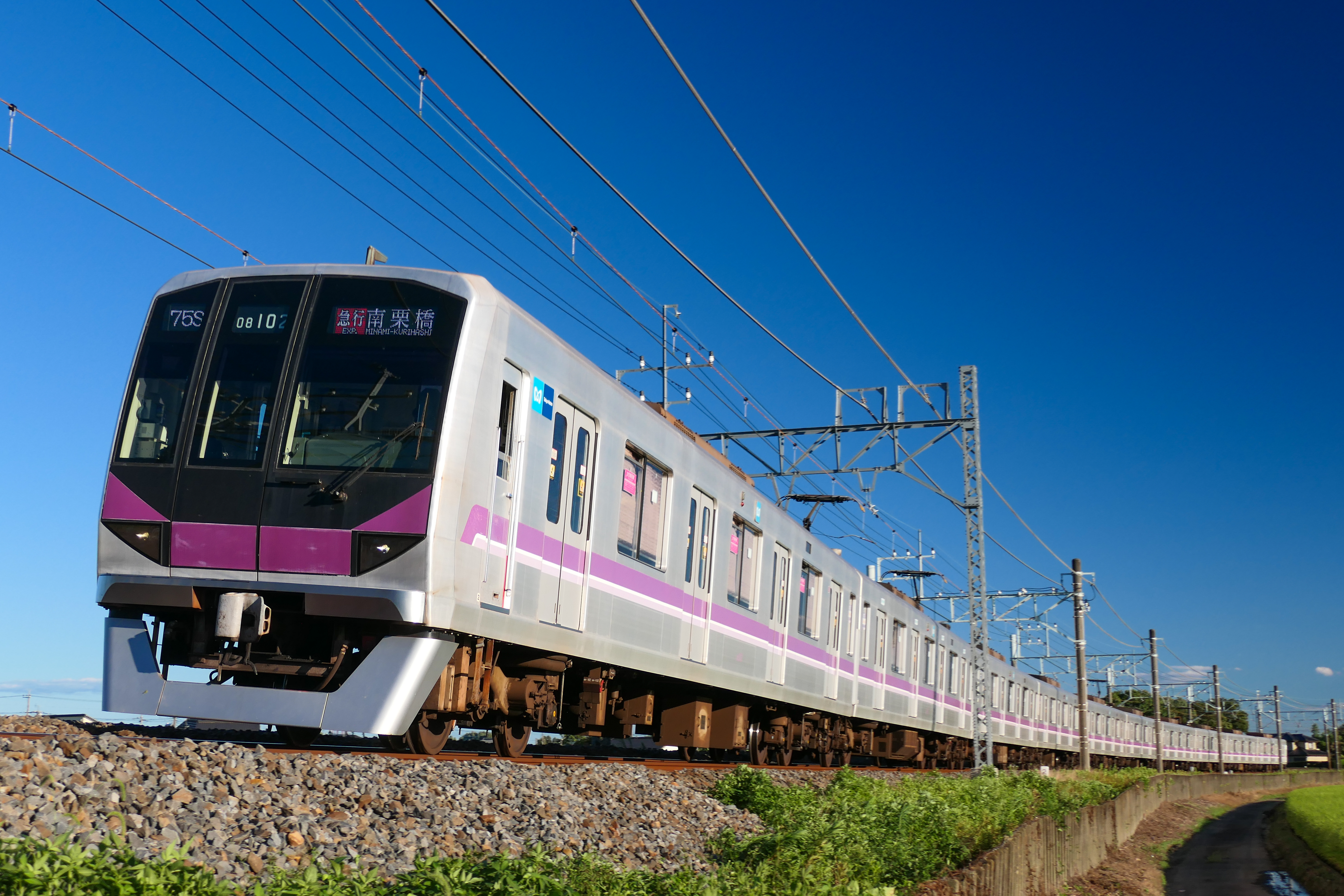
東京メトロ08系
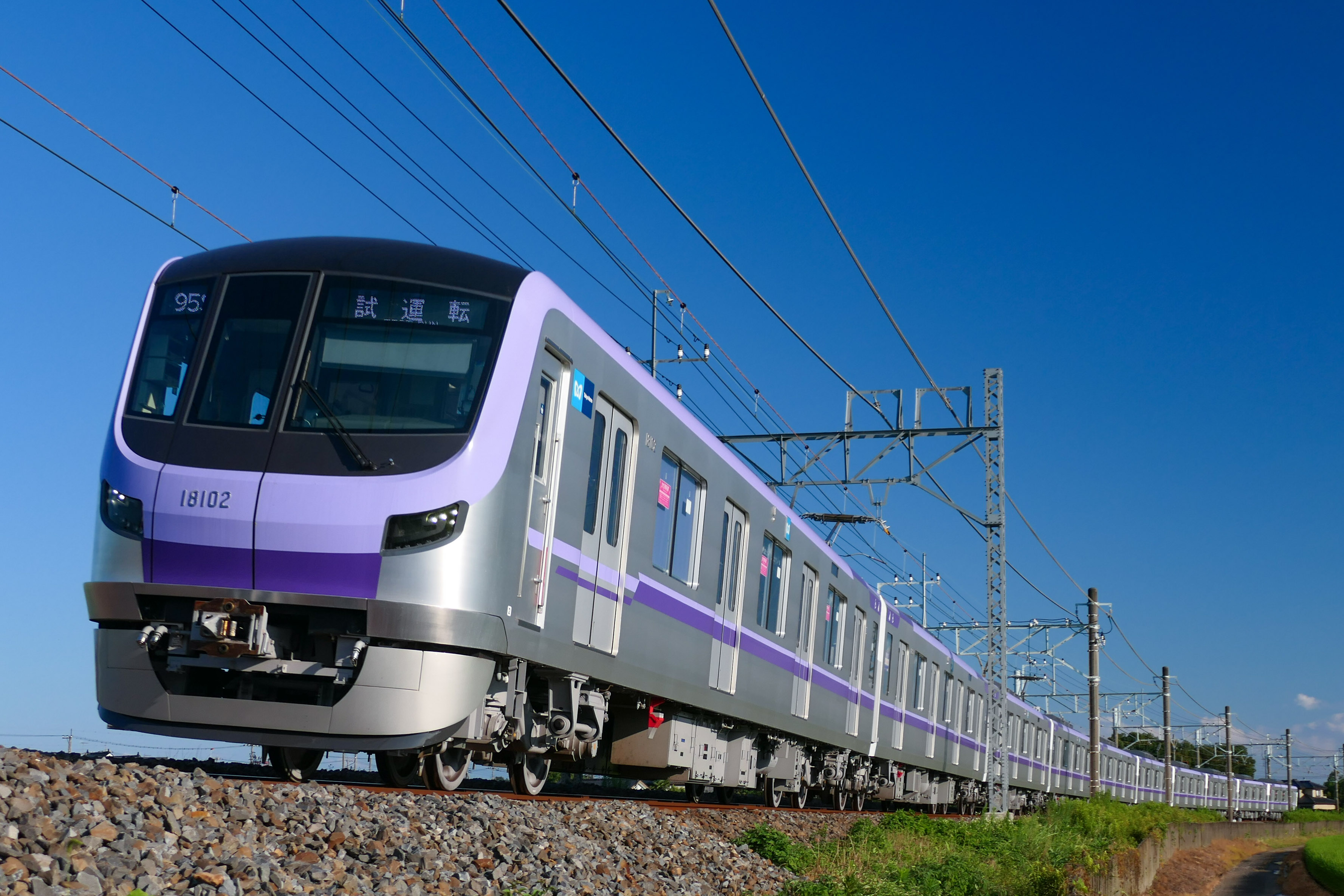
東京メトロ18000系

東武鉄道
- 50000系（50000型・50050型）

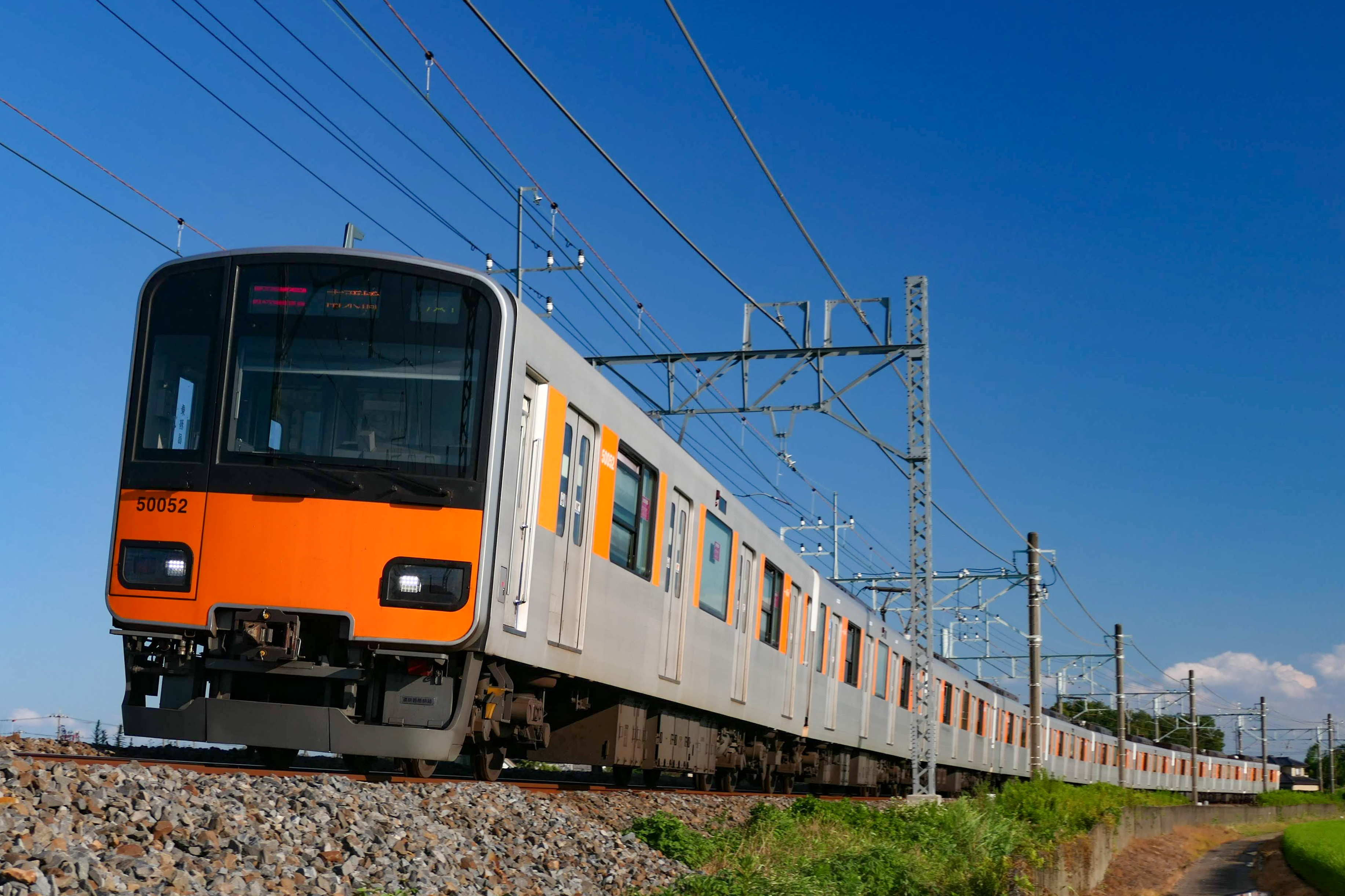
東武50000系（50050型）

### 過去に使用されていた車両
- 3000系（初代）
- 5000系（初代）
- 5200系
- 6000系（初代）
- 7000系（初代）
- 7200系
- 8000系
- 8500系[88]
- 8590系 - 中間車は8090系。東武直通非対応。
- 2000系 - 10両編成・大井町線5両編成。東武直通非対応。9020系に改番。
- 東武30000系

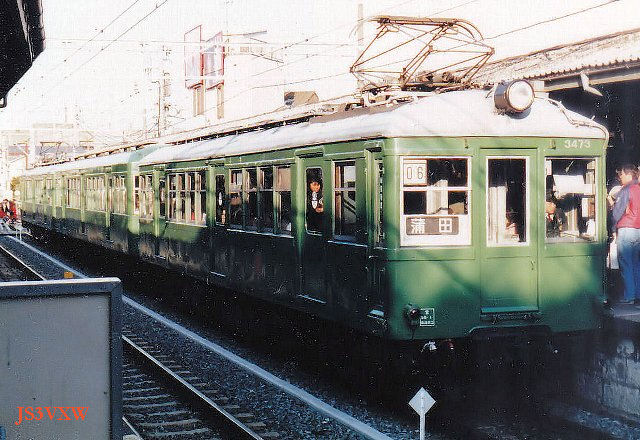
初代3000系
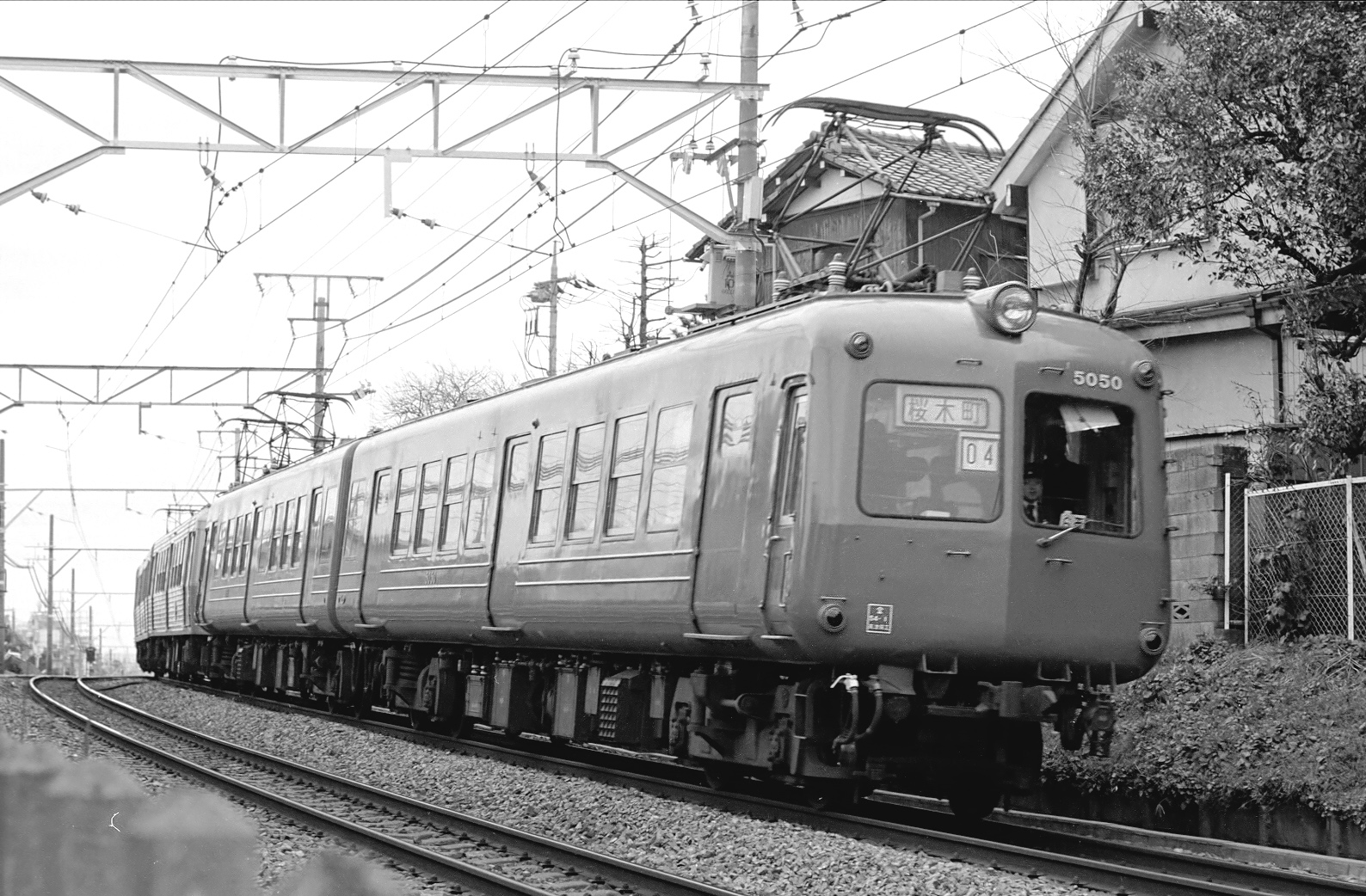
初代5000系
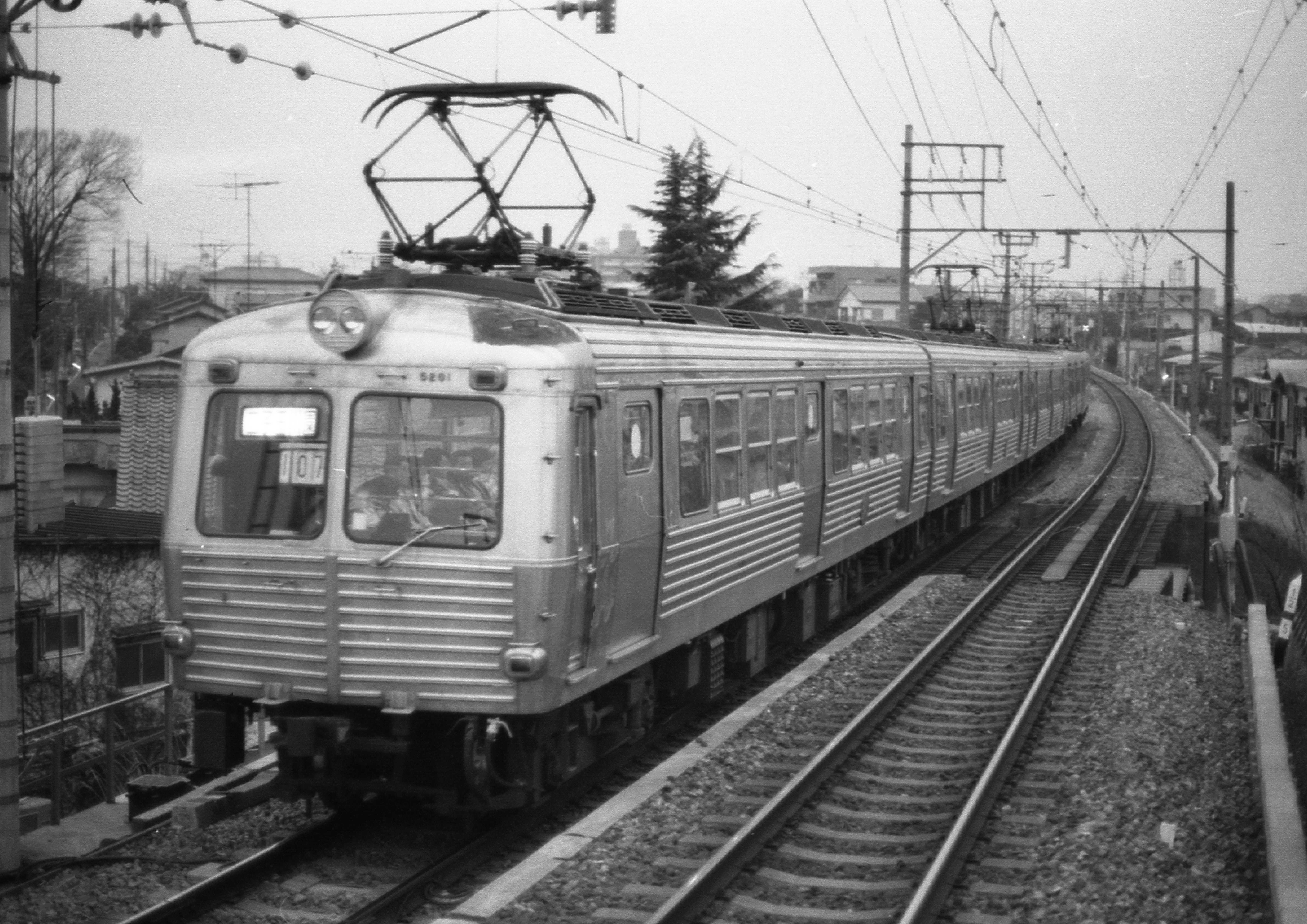
5200系
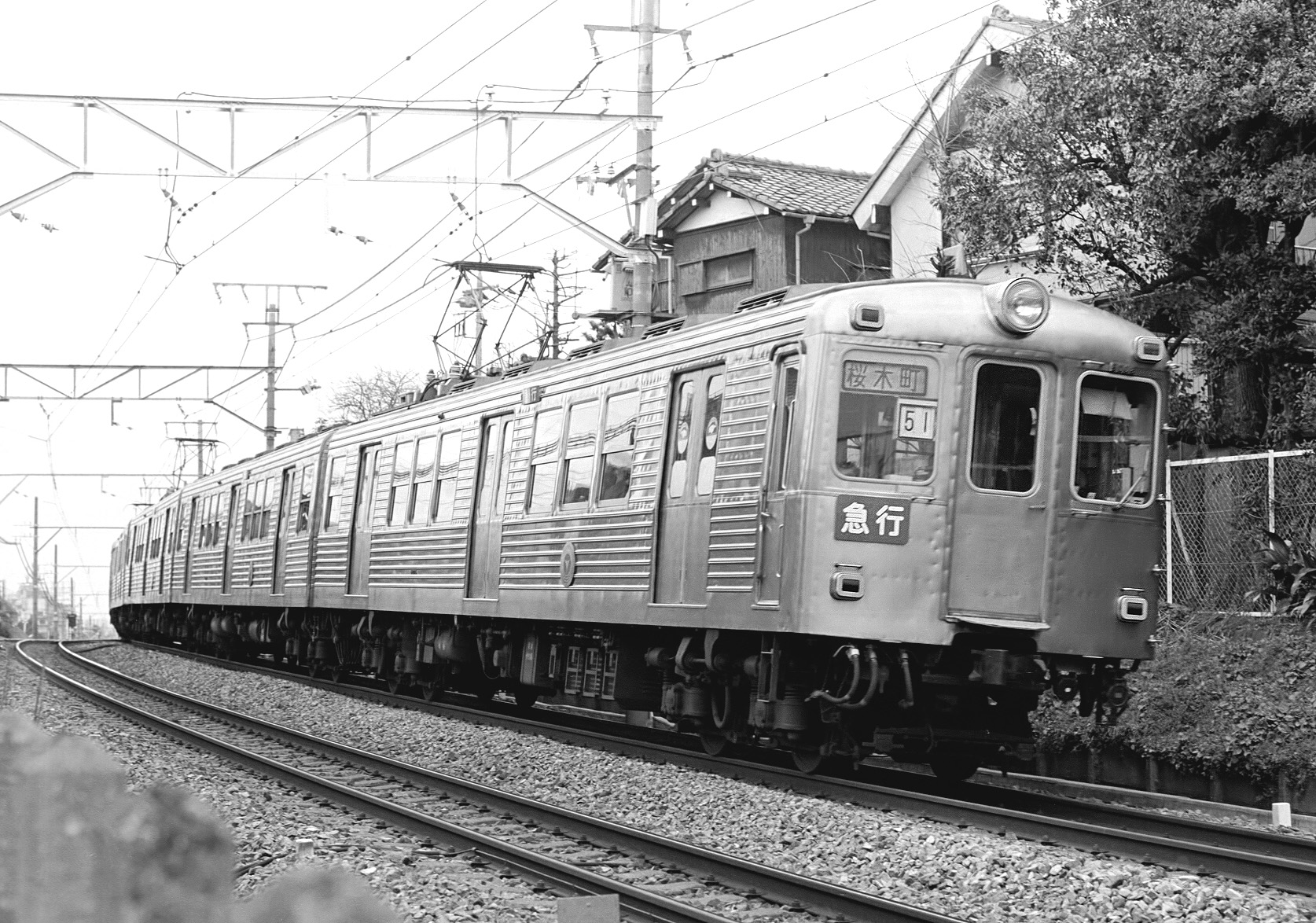
初代6000系
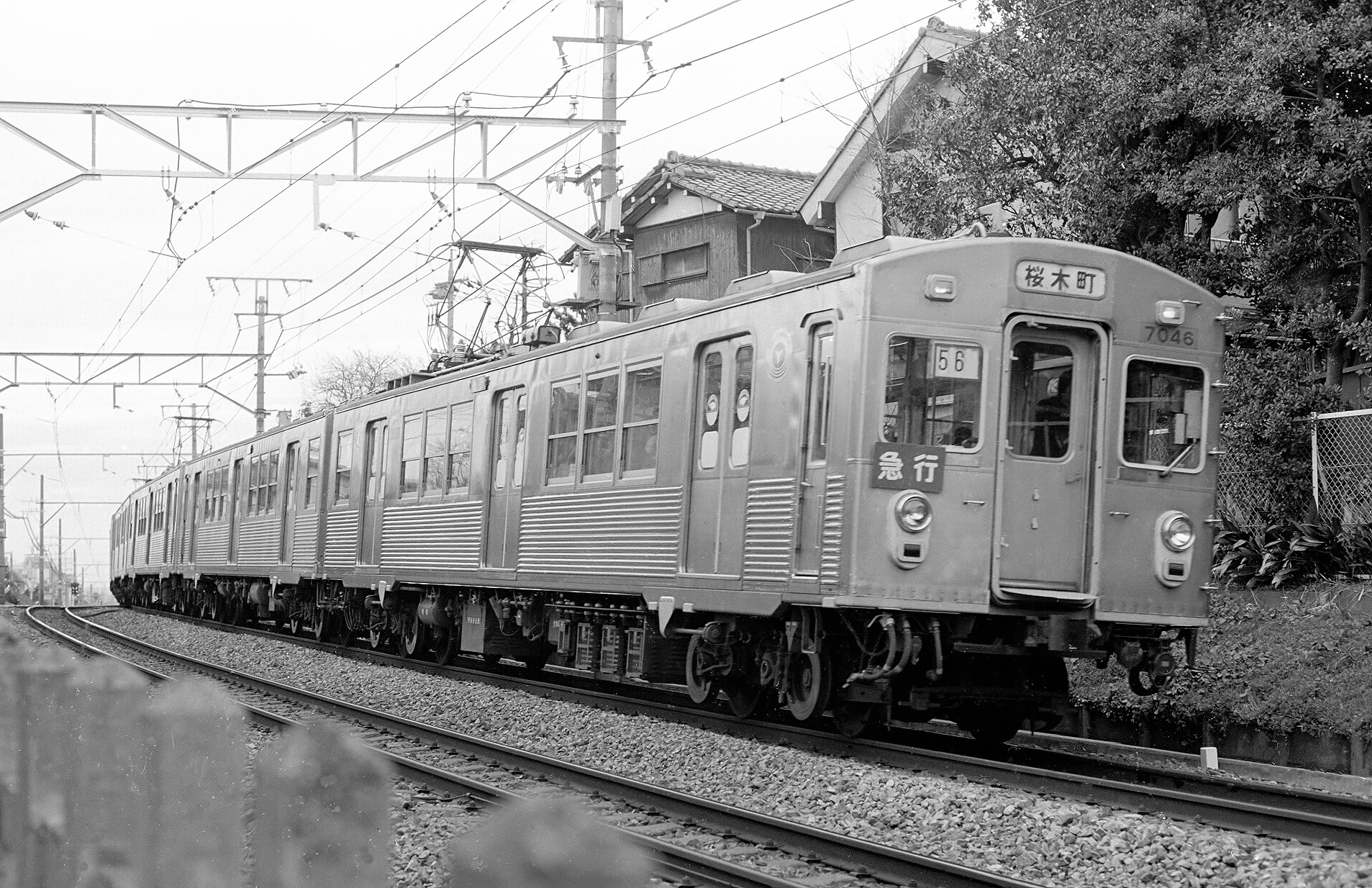
初代7000系
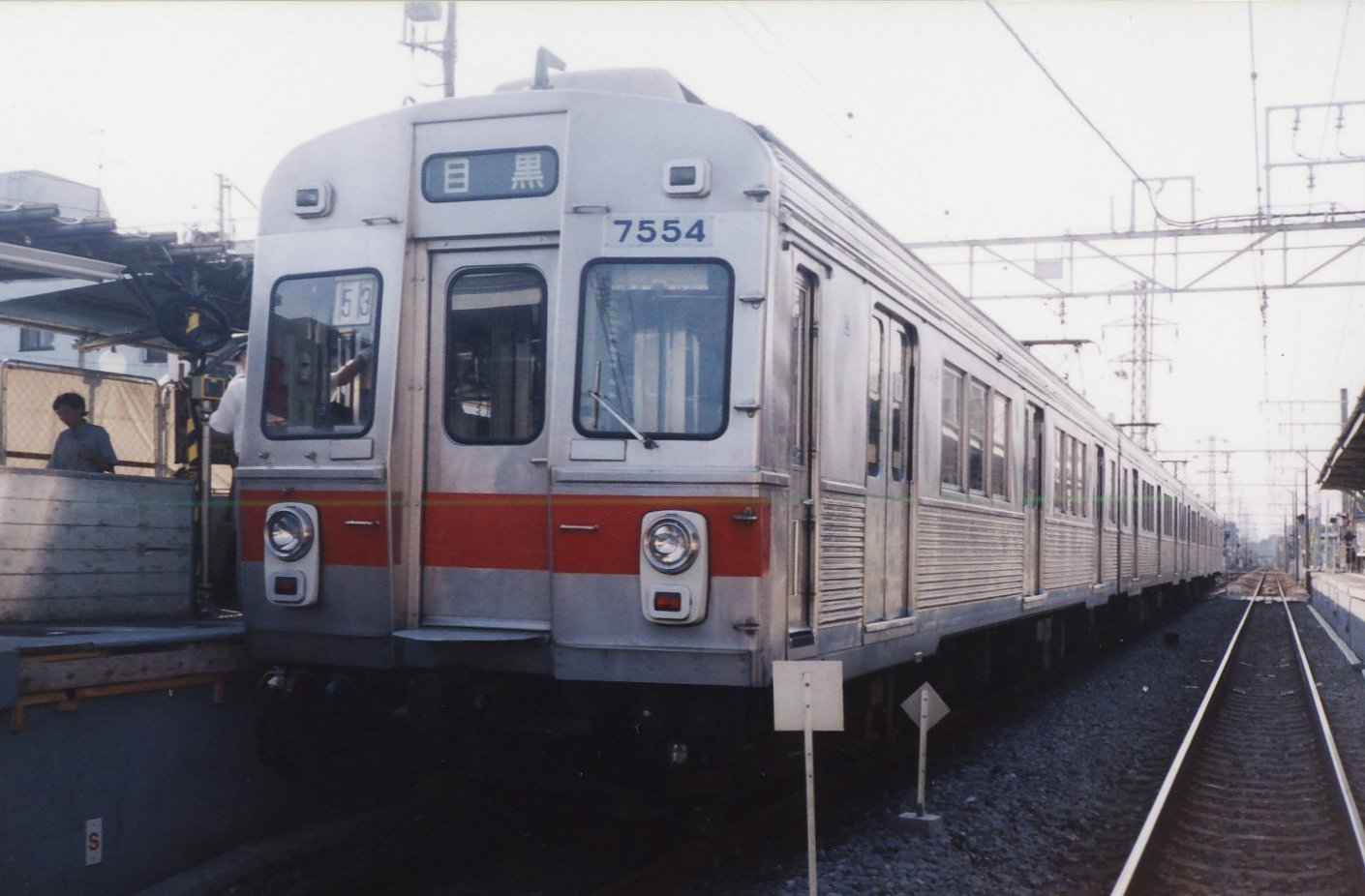
7200系
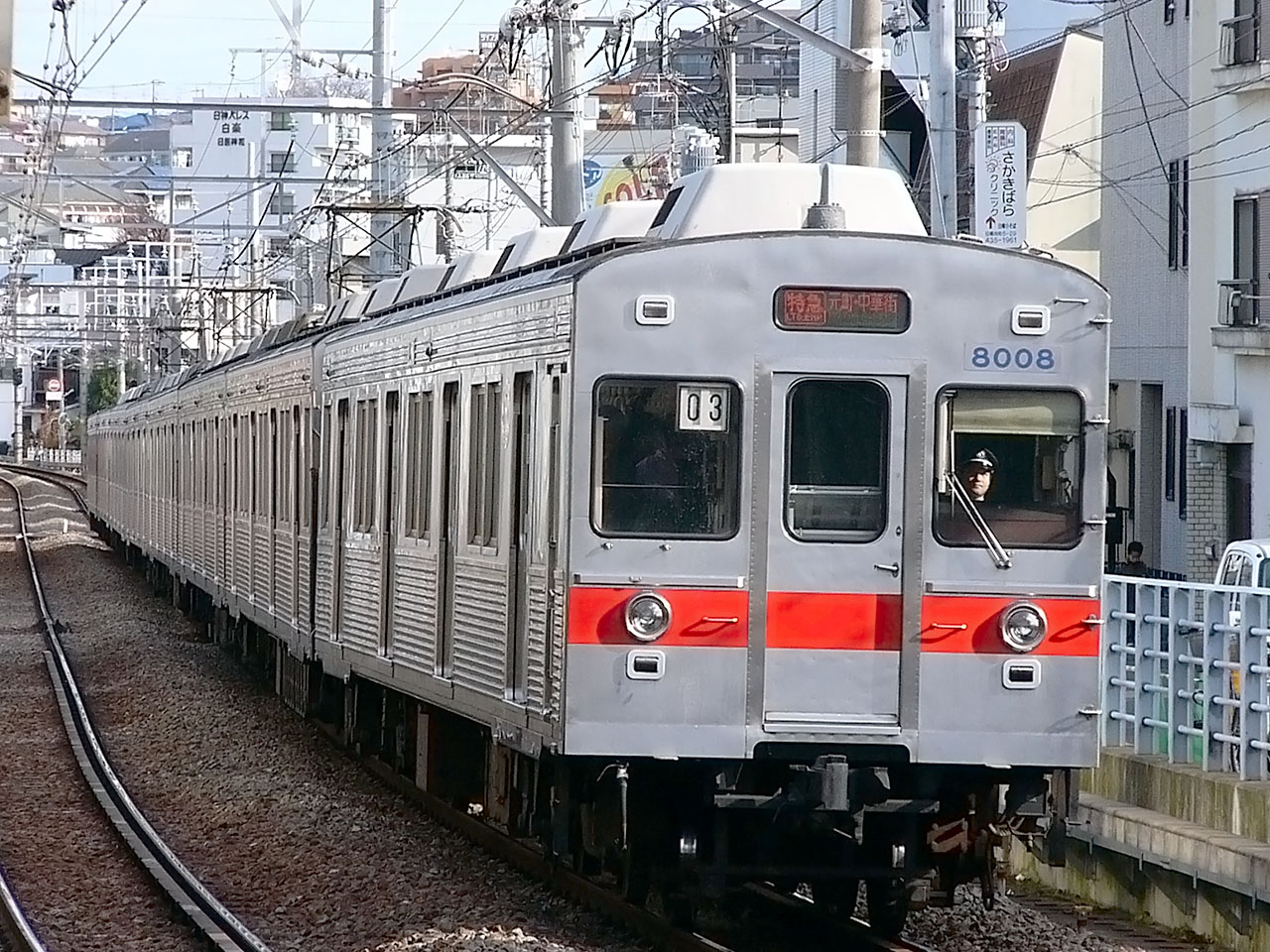
8000系
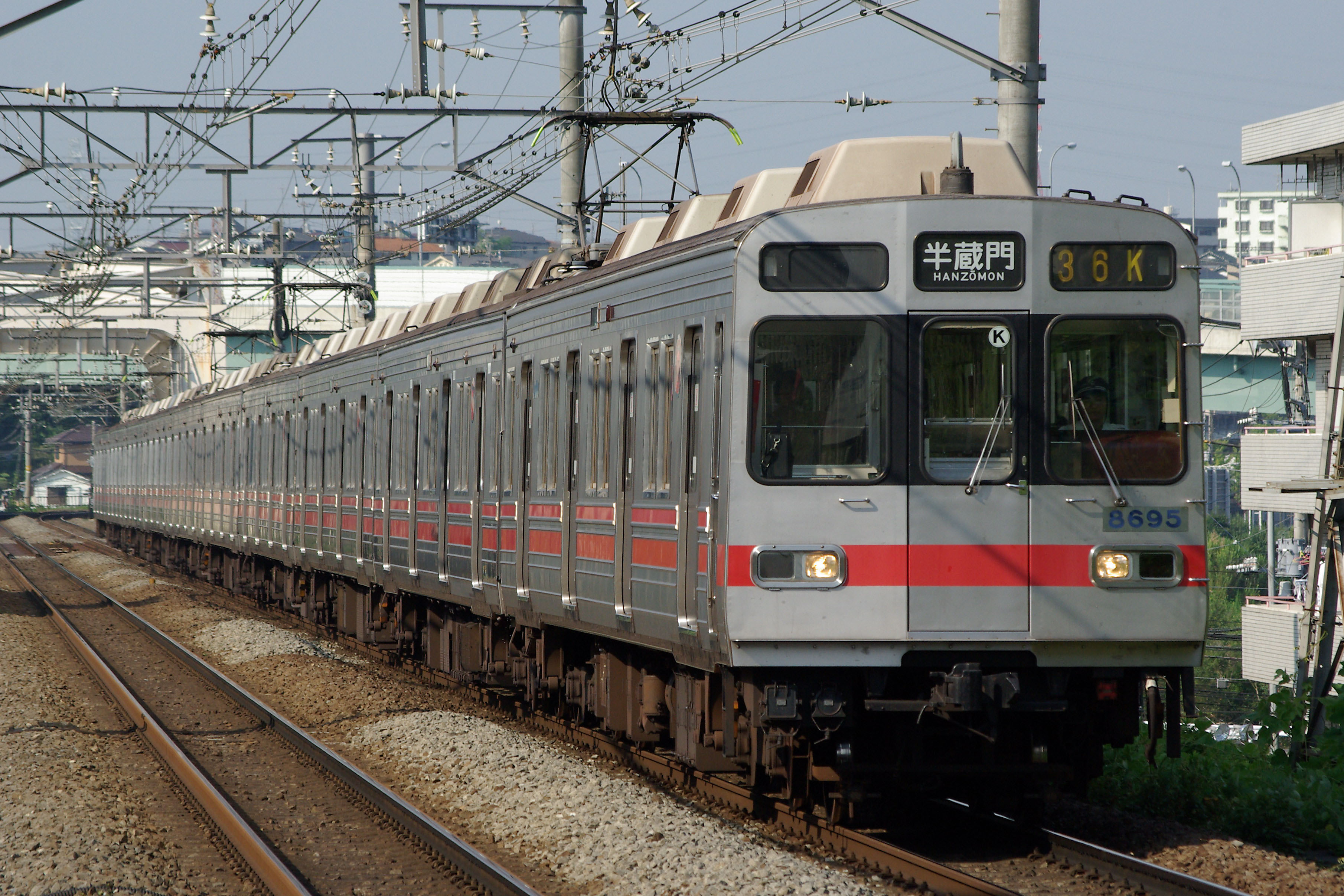
8590系
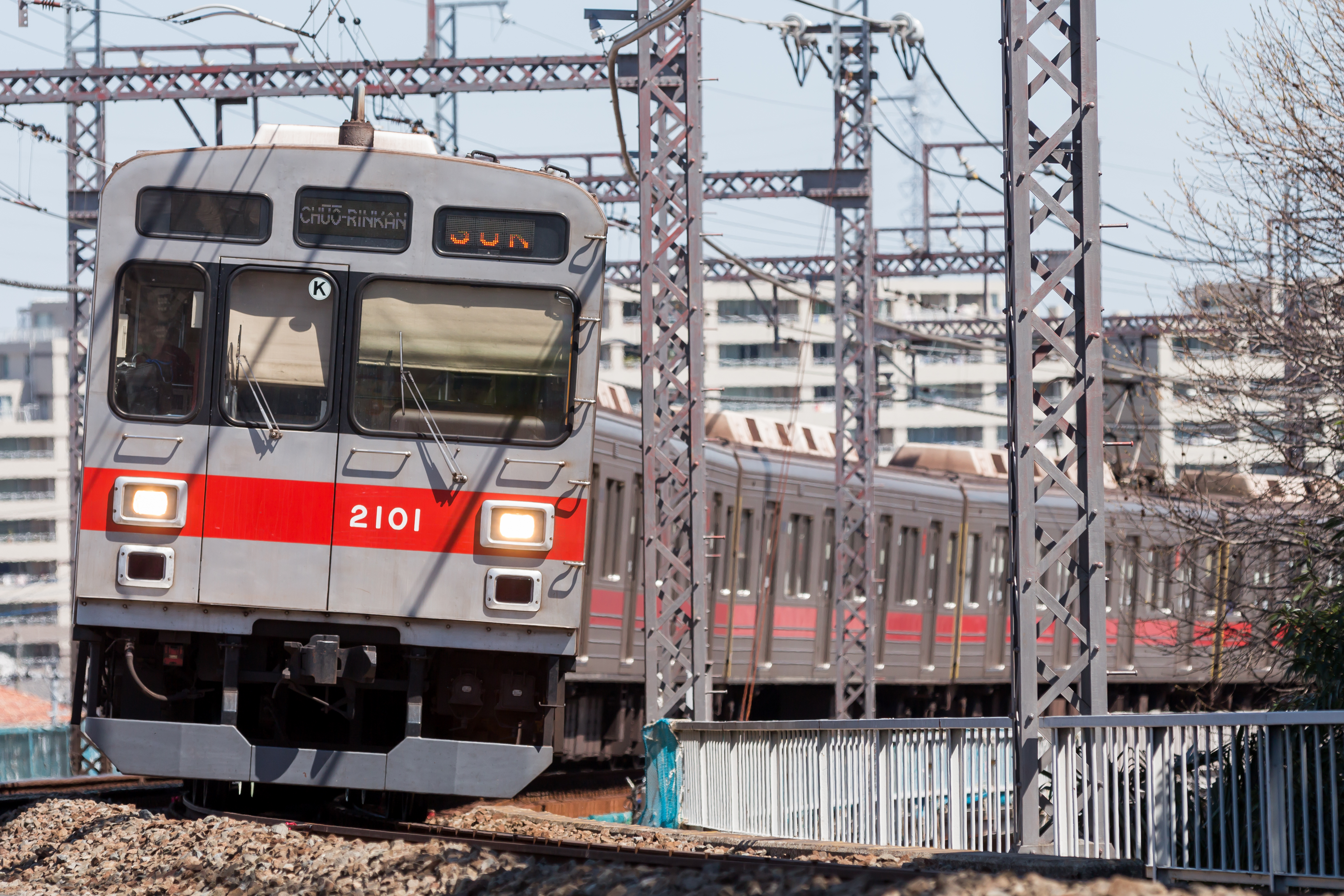
2000系
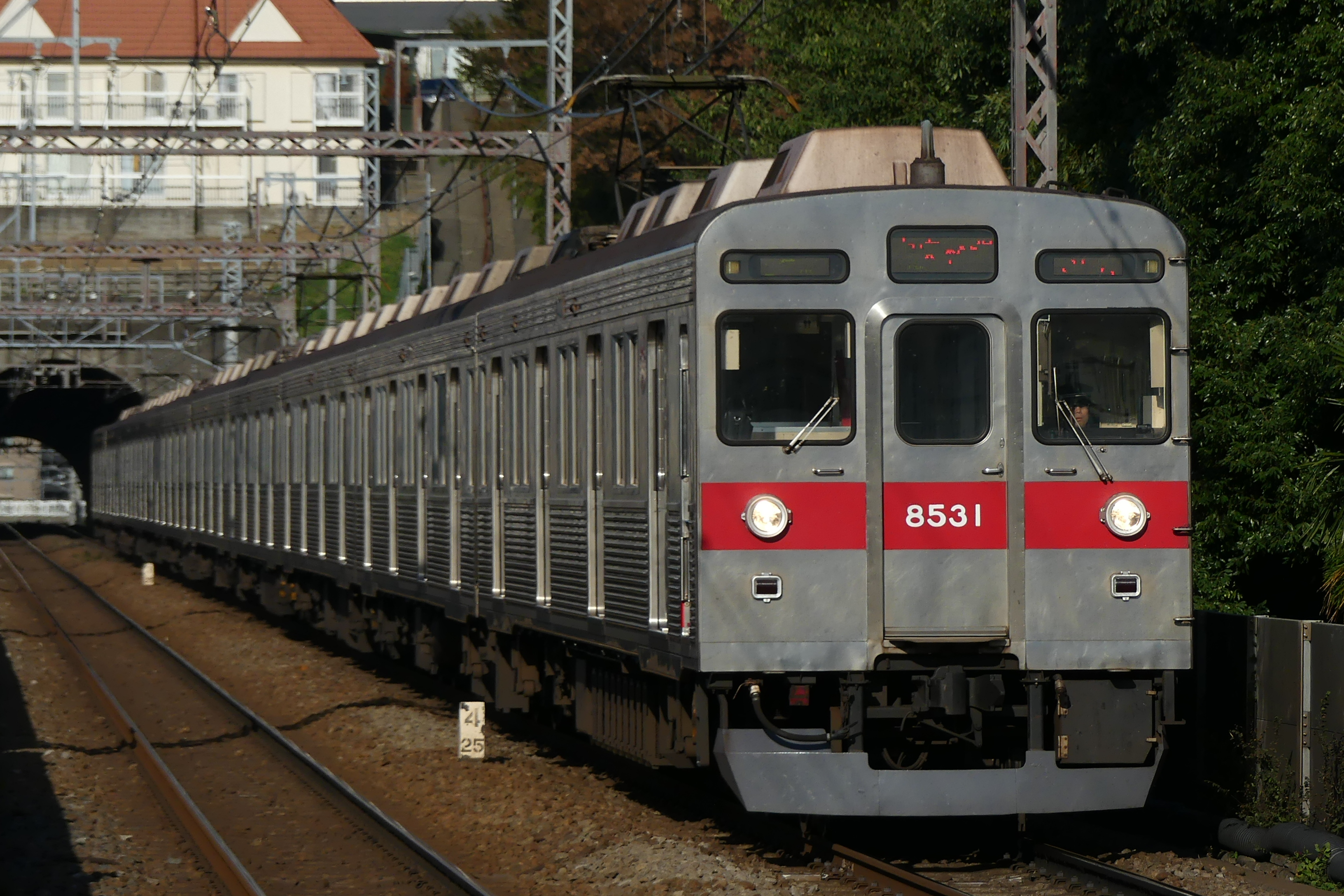
8500系
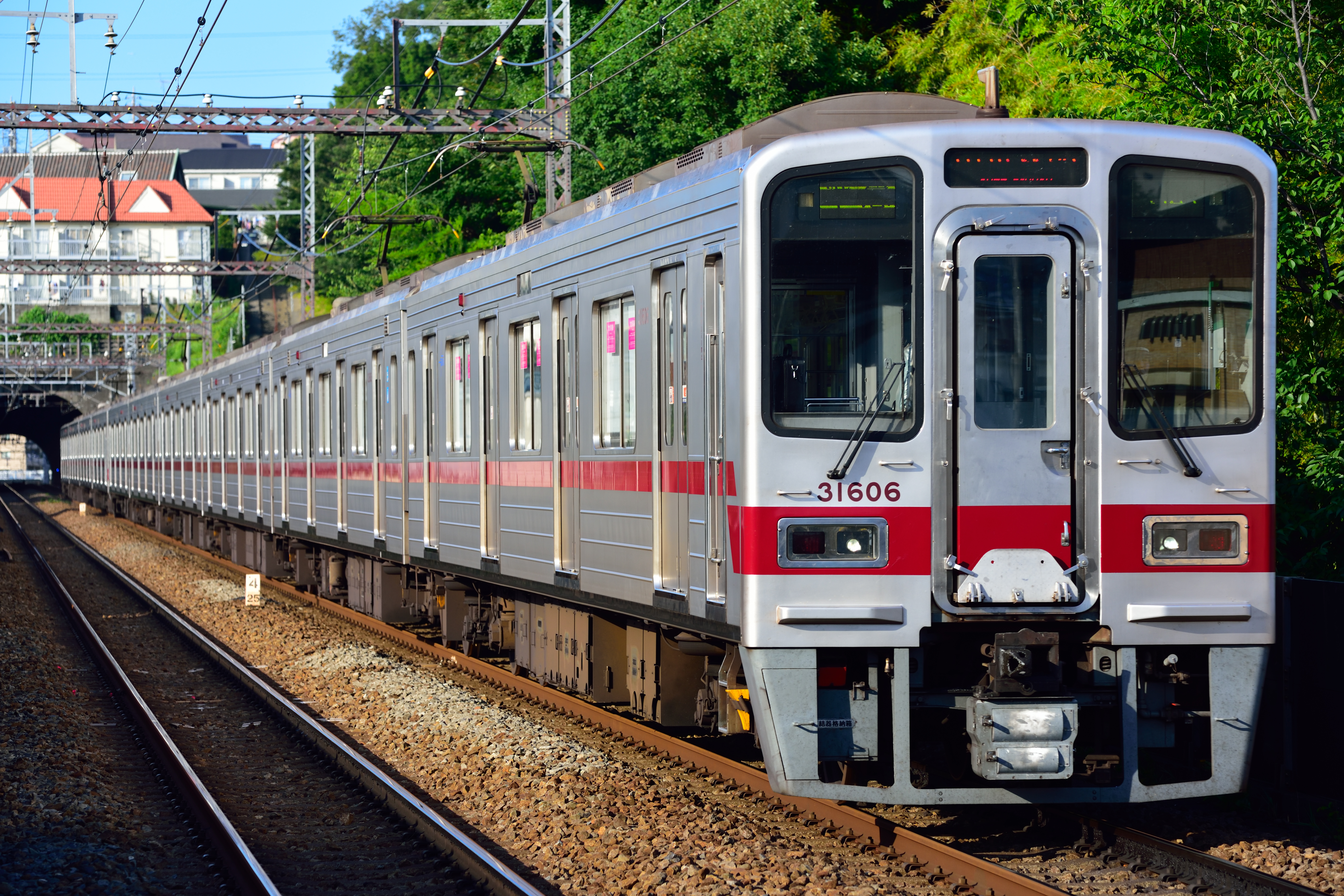
東武30000系

## 車両運用
半蔵門線・東武線直通系統と大井町線直通系統で運用される編成が異なり、半蔵門線・東武線直通系統は全列車が10両編成で、大井町線直通系統は急行が7両編成、各駅停車が5両編成で運行される。

### 女性専用車
2005年5月9日、東急の路線としては初めて女性専用車が田園都市線に導入された。
平日ダイヤのうち始発から9時30分まで、大井町線直通を除いた上り線（渋谷方面行）の全列車において、渋谷寄りから数えて一番後ろの10号車が女性専用車となる。この設定は半蔵門線押上駅まで継続実施される。9時30分になった時点で取り扱い終了。ダイヤ乱れなど不測の事態が発生すると、女性専用車の実施そのものを中止することがある。
なお、1号車（渋谷寄り先頭車両）にも女性専用車のステッカーが貼付されているが、これは下り線、東武線内→半蔵門線渋谷駅間を走行中に女性専用車となるためであり、田園都市線内においては無関係である。

### 6ドア・座席格納車両
2005年2月14日より5000系に6ドア・座席格納車両（以下「6ドア車」）の連結が順次行われた。これは、渋谷駅のホームにある階段やエスカレーターが近いために特に混雑する車両である5・8号車のドアの数を通常の4か所より多い6か所とすることで乗降時間の短縮を図り、また平日朝ラッシュ時においては始発の中央林間駅および長津田駅から渋谷駅を経て半蔵門駅まで座席を格納して乗客1人当たりのスペースを拡大することで混雑感の緩和を図るものである。その後、2009年4月から12月までの間に、5・8号車に加えて渋谷駅での乗降が多い4号車にも新たに6ドア車が組み込まれ、6ドア車は1編成あたり3両となった。
6ドア車の3両化は順次行われ、2010年7月の時点で3編成を除いた5000系が6ドア車連結編成となり、平日最混雑時間帯は上り準急に集中的に投入された。6ドア車連結編成が運用される列車では渋谷駅での停車時間が4ドア車のみの列車に比べると3秒短縮されたが、平日朝ラッシュ時の混雑による慢性的遅延の抜本的解消には至っていない。
6ドア車は朝ラッシュだけでなく日中や夜間・土休日にも運転されていた。ただし、座席格納は朝ラッシュ時の中央林間駅・長津田駅 → 半蔵門駅間のみで行われ、その他の時間帯や区間では行われない。しかし、それでもドア数が多い分4ドアのみの編成と比べると座席数が少なくなっており、日中や土休日の運用では着席機会の減少に繋がっているという弊害があった。
日本の鉄道事業者における6ドア車は東日本旅客鉄道（JR東日本）以外では唯一であり、2015年に至るまで他社が追従する動きもない。さらに、6ドア車の3両連結は他例がなく（JR東日本では最大でも6ドア車は2両）、田園都市線の混雑の深刻さを象徴している。
6ドア車はホームドア設置の際に4ドア車とのドア位置の違いから障害となるため、田園都市線へホームドアを設置するにあたって、2016年1月より順次6ドア車を4ドア車に置き換えて運転されており、2017年4月20日を最後に4ドア車への置き換えを完了した。

## その他の情報

### パスネット・PASMOによる運賃計算
東急電鉄および乗り入れている東京地下鉄ではPASMO（かつてはパスネットも）を利用することができるが、半蔵門線渋谷駅・南北線目黒駅経由で田園都市線と目黒線を乗り継いだ場合は、PASMOの仕様上東京メトロ線の運賃は計算されず、全線東急線経由で計算される。

### リニアモーターカー実験
開業前のつきみ野 - 中央林間間で磁気浮上式鉄道（EML・低公害鉄道プロジェクト）の実験が行われていたことがある。これは、同区間にすでに建設されていた掘割と軌道敷を利用して開発中であった磁気浮上式鉄道（EML・低公害鉄道プロジェクト）の走行実験が行われたものである。

### 付記
- 田園都市線は『金曜日の妻たちへ』など数々のドラマで通勤路線のシーンの撮影に使われている。渋谷や表参道、青山などの若者に人気のある街が田園都市線または直通している東京メトロ半蔵門線の沿線にあることと、田園都市線自体住宅街を走行していることが理由である。
- 田園都市線を扱った芸術作品として（冗談音楽の一種ではあるが）、「ザ・田園都市線ソング」という男声合唱曲が存在する。安田直弘の作詞作曲で、歌詞は田園都市線の駅名や車掌アナウンスなど。楽譜はキックオフ社より出版されている。
- 2011年10月から渋谷 - 三軒茶屋間での携帯電話が利用可能になり、次いで12月には渋谷 - 二子玉川間のトンネル内で携帯電話が利用可能になった。
- 東武線より乗り入れる30000系は製造の経緯から4両+6両の編成で運行されていたが、最混雑車両にあたっている4・5号車に先頭車があり、運転台が客室となるべきスペースを埋めてしまうため、6ドア車の中間車を4・5号車に連結している東急5000系と比較して詰め込みが非常に悪く、列車の遅延につながっていた。のちに50050系が導入されて東武東上線や東武伊勢崎線内地上専用運用に転用され、南栗橋・久喜以遠で分割を要する3社直通臨時列車に備えた1編成が残るのみとなったものの、共通運用であったため、2020年時点でも平日朝上りの急行または準急運用に就くことがあった。分割編成はかつて東急8500系にも存在したが、これらは既に5000系に置き換えられ、大井町線に転用されている。
- 朝のラッシュ時の上り方面において、江田駅で急行または準急の通過待ちをした各駅停車が鷺沼駅に停車する時は、江田駅で当該列車を追い抜いた先発の急行・準急が出発してからドアを開ける。ダイヤ乱れ時などは先発の急行・準急の発車がしばしば遅れるため鷺沼駅に停車後しばらくドアが開かないことがある。かつては、溝の口駅（梶が谷駅での通過待ち後）でも同様の対応が行われていたが、溝の口駅3番線が大井町線専用となったため行われていない。これは長津田駅でも同様である。